# Straßenbahn Reutlingen
| Streckenlänge: | 19,5 km             |                                                       |                                                       |
| Spurweite: | 1000 mm (Meterspur) |                                                       |                                                       |
| Stromsystem: | 750 Volt =          |                                                       |                                                       |
| Maximale Neigung: | 70 ‰                |                                                       |                                                       |
| Streckengeschwindigkeit: | 40 km/h             |                                                       |                                                       |
| |                     |                                                       |                                                       |
| \| \| \| Altenburg \| \| \| \| \| Betriebshof Oferdingen \| \| \| \| \| Oferdingen \| \| \| \| \| Bosch-Betriebe (ehemals Gmindersche Fabrik) \| \| \| \| \| Rommelsbach Nord \| \| \| \| \| Rommelsbach Mitte \| \| \| \| \| Rommelsbach Süd \| \| \| \| \| Frankfurter Straße (ab 1969) \| \| \| \| \| Landesaltersheim \| \| \| \| \| \| \| \| \| \| Hagen \| \| \| \| \| \| \| \| \| \| Esslinger Straße \| \| \| \| \| Heilbronner Straße \| \| \| \| \| \| \| \| \| \| Orschel \| \| \| \| \| Dietweg \| \| \| \| \| Ausweiche Reithaus (ab 1968) \| \| \| \| \| Reithaus \| \| \| \| \| Industriegleis \| \| \| \| \| Schieferstraße \| \| \| \| \| Friedhof \| \| \| \| \| Betzingen Kirche \| \| \| \| \| Betzingen Quellenstraße \| \| \| \| \| Betzingen Steinachstraße \| \| \| \| \| Industriegleis \| \| \| \| \| Bosch-Betriebe (ehemals Gmindersche Fabrik) \| \| \| \| \| Industriegleis \| \| \| \| \| Bösmannsäcker \| \| \| \| \| Lohmühlestraße \| \| \| \| \| Hohenzollernstraße \| \| \| \| \| Karlsplatz (ab 1968) \| \| \| \| \| Bahnstrecke Plochingen–Immendingen \| \| \| \| \| Hauptbahnhof (ehemals Reutlingen Staatsbahnhof) \| \| \| \| \| \| \| \| \| \| Hauptbahnhof (1927–1955) \| \| \| \| \| Karlsplatz (zeitweise Platz der SA) \| \| \| \| \| Karlsplatz (ab 1968) \| \| \| \| \| Marktplatz \| \| \| \| \| Marienkirche \| \| \| \| \| \| \| \| \| \| Burgplatz (ehemals Albstraße) \| \| \| \| \| Seestraße \| \| \| \| \| Uhlandstraße \| \| \| \| \| Erwin-Seiz-Straße \| \| \| \| \| Arbachweiche \| \| \| \| \| \| \| \| \| \| Südbahnhof (ehemals Rank) \| \| \| \| \| Rollbockgrube \| \| \| \| \| Bahnstrecke Reutlingen–Schelklingen \| \| \| \| \| \| \| \| \| \| Eningen Kadel (Bedarfshalt) \| \| \| \| \| Eningen Spitzwiesen \| \| \| \| \| Mechanische Baumwollweberei Eningen unter Achalm \| \| \| \| \| Eningen Weberei \| \| \| \| \| Eningen (ehemals Eningen Ort) \| \| \| \| \| Pfullingen Arbachbrücke \| \| \| \| \| Pfullingen Goethestraße (ab 1968) \| \| \| \| \| Pfullingen Kunstmühle (bis 1968) \| \| \| \| \| J. J. Schlayer, Leder- und Lederwarenfabrik \| \| \| \| \| Pfullingen Bismarckstraße (ehemals Pfullingen Traube) \| \| \| \| \| Pfullingen Lindenplatz (bis 1968 Ausweiche) \| \| \| \| \| \| \| \| \| \| Pfullingen Laiblinsplatz \| \| \| \| \| \| \| |                     |                                                       |                                                       |
| U-Bahn-Kopfbahnhof Streckenanfang (Strecke außer Betrieb) |                     | Altenburg                                             | Altenburg                                             |
| U-Bahn-Abzweig geradeaus und nach links (Strecke außer Betrieb) · U-Bahn-Betriebs-/Güterbahnhof Streckenende und quer (Strecke außer Betrieb) |                     | Betriebshof Oferdingen                                | Betriebshof Oferdingen                                |
| U-Bahn-Haltepunkt / Haltestelle (Strecke außer Betrieb) |                     | Oferdingen                                            | Oferdingen                                            |
| U-Bahn-Haltepunkt / Haltestelle (Strecke außer Betrieb) |                     | Bosch-Betriebe (ehemals Gmindersche Fabrik)           | Bosch-Betriebe (ehemals Gmindersche Fabrik)           |
| U-Bahn-Haltepunkt / Haltestelle (Strecke außer Betrieb) |                     | Rommelsbach Nord                                      | Rommelsbach Nord                                      |
| U-Bahn-Bahnhof (Strecke außer Betrieb) |                     | Rommelsbach Mitte                                     | Rommelsbach Mitte                                     |
| U-Bahn-Haltepunkt / Haltestelle (Strecke außer Betrieb) |                     | Rommelsbach Süd                                       | Rommelsbach Süd                                       |
| U-Bahn-Haltepunkt / Haltestelle (Strecke außer Betrieb) |                     | Frankfurter Straße (ab 1969)                          | Frankfurter Straße (ab 1969)                          |
| U-Bahn-Haltepunkt / Haltestelle (Strecke außer Betrieb) |                     | Landesaltersheim                                      | Landesaltersheim                                      |
| U-Bahn-Strecke (außer Betrieb) · U-Bahn-Strecke von links (außer Betrieb) · U-Bahn-Strecke von rechts (außer Betrieb) |                     |                                                       |                                                       |
| U-Bahn-Strecke (außer Betrieb) · U-Bahn-Haltepunkt / Haltestelle (Strecke außer Betrieb) · U-Bahn-Strecke geradeaus (außer Betrieb) |                     | Hagen                                                 | Hagen                                                 |
| U-Bahn-Strecke (außer Betrieb) · U-Bahn-Abzweig geradeaus und von links (Strecke außer Betrieb) · U-Bahn-Strecke nach rechts (außer Betrieb) |                     |                                                       |                                                       |
| U-Bahn-Strecke (außer Betrieb) · U-Bahn-Haltepunkt / Haltestelle (Strecke außer Betrieb) |                     | Esslinger Straße                                      | Esslinger Straße                                      |
| U-Bahn-Strecke (außer Betrieb) · U-Bahn-Haltepunkt / Haltestelle (Strecke außer Betrieb) |                     | Heilbronner Straße                                    | Heilbronner Straße                                    |
| U-Bahn-Abzweig geradeaus und von links (Strecke außer Betrieb) · U-Bahn-Strecke nach rechts (außer Betrieb) |                     |                                                       |                                                       |
| U-Bahn-Bahnhof (Strecke außer Betrieb) |                     | Orschel                                               | Orschel                                               |
| U-Bahn-Haltepunkt / Haltestelle (Strecke außer Betrieb) |                     | Dietweg                                               | Dietweg                                               |
| U-Bahn-Dienststation / Betriebs- oder Güterbahnhof (Strecke außer Betrieb) |                     | Ausweiche Reithaus (ab 1968)                          | Ausweiche Reithaus (ab 1968)                          |
| U-Bahn-Haltepunkt / Haltestelle (Strecke außer Betrieb) |                     | Reithaus                                              | Reithaus                                              |
| U-Bahn-Kreuzung mit Eisenbahn (Strecken außer Betrieb) |                     | Industriegleis                                        | Industriegleis                                        |
| U-Bahn-Bahnhof (Strecke außer Betrieb) |                     | Schieferstraße                                        | Schieferstraße                                        |
| U-Bahn-Haltepunkt / Haltestelle (Strecke außer Betrieb) |                     | Friedhof                                              | Friedhof                                              |
| U-Bahn-Kopfbahnhof Streckenanfang (Strecke außer Betrieb) · U-Bahn-Strecke (außer Betrieb) |                     | Betzingen Kirche                                      | Betzingen Kirche                                      |
| U-Bahn-Haltepunkt / Haltestelle (Strecke außer Betrieb) · U-Bahn-Strecke (außer Betrieb) |                     | Betzingen Quellenstraße                               | Betzingen Quellenstraße                               |
| U-Bahn-Haltepunkt / Haltestelle (Strecke außer Betrieb) · U-Bahn-Strecke (außer Betrieb) |                     | Betzingen Steinachstraße                              | Betzingen Steinachstraße                              |
| U-Bahn-Kreuzung mit Eisenbahn (Strecken außer Betrieb) · U-Bahn-Strecke (außer Betrieb) |                     | Industriegleis                                        | Industriegleis                                        |
| U-Bahn-Haltepunkt / Haltestelle (Strecke außer Betrieb) · U-Bahn-Strecke (außer Betrieb) |                     | Bosch-Betriebe (ehemals Gmindersche Fabrik)           | Bosch-Betriebe (ehemals Gmindersche Fabrik)           |
| U-Bahn-Kreuzung mit Eisenbahn (Strecken außer Betrieb) · U-Bahn-Strecke (außer Betrieb) |                     | Industriegleis                                        | Industriegleis                                        |
| U-Bahn-Haltepunkt / Haltestelle (Strecke außer Betrieb) · U-Bahn-Strecke (außer Betrieb) |                     | Bösmannsäcker                                         | Bösmannsäcker                                         |
| U-Bahn-Haltepunkt / Haltestelle (Strecke außer Betrieb) · U-Bahn-Strecke (außer Betrieb) |                     | Lohmühlestraße                                        | Lohmühlestraße                                        |
| U-Bahn-Haltepunkt / Haltestelle (Strecke außer Betrieb) · U-Bahn-Strecke (außer Betrieb) |                     | Hohenzollernstraße                                    | Hohenzollernstraße                                    |
| U-Bahn-Abzweig geradeaus und nach links (Strecke außer Betrieb) · U-Bahn-Bahnhof quer (Strecke außer Betrieb) · U-Bahn-Abzweig geradeaus, nach rechts und von rechts (Strecke außer Betrieb) |                     | Karlsplatz (ab 1968)                                  | Karlsplatz (ab 1968)                                  |
| U-Bahn-Kreuzung mit Eisenbahn geradeaus unten (Strecke geradeaus außer Betrieb) · Strecke quer · U-Bahn-Kreuzung mit Eisenbahn geradeaus unten (Strecke geradeaus außer Betrieb) |                     | Bahnstrecke Plochingen–Immendingen                    | Bahnstrecke Plochingen–Immendingen                    |
| U-Bahn-Strecke (außer Betrieb) · U-Bahn-Strecke (außer Betrieb) · U-Bahn-Kopfbahnhof Streckenanfang (Strecke außer Betrieb) |                     | Hauptbahnhof (ehemals Reutlingen Staatsbahnhof)       | Hauptbahnhof (ehemals Reutlingen Staatsbahnhof)       |
| U-Bahn-Strecke (außer Betrieb) · U-Bahn-Abzweig geradeaus und von links (Strecke außer Betrieb) · U-Bahn-Strecke quer (außer Betrieb) · U-Bahn-Abzweig geradeaus, nach rechts und von rechts (Strecke außer Betrieb) |                     |                                                       |                                                       |
| U-Bahn-Strecke (außer Betrieb) · U-Bahn-Strecke (außer Betrieb) · U-Bahn-Bahnhof (Strecke außer Betrieb) |                     | Hauptbahnhof (1927–1955)                              | Hauptbahnhof (1927–1955)                              |
| U-Bahn-Strecke nach links (außer Betrieb) · U-Bahn-Bahnhof quer (Strecke außer Betrieb) · U-Bahn-Kreuzung links und rechts (Strecken außer Betrieb) · U-Bahn-Bahnhof quer (Strecke außer Betrieb) · U-Bahn-Abzweig geradeaus und nach rechts (Strecke außer Betrieb) |                     | Karlsplatz (zeitweise Platz der SA)                   | Karlsplatz (zeitweise Platz der SA)                   |
| U-Bahn-Bahnhof (Strecke außer Betrieb) · U-Bahn-Strecke (außer Betrieb) |                     | Karlsplatz (ab 1968)                                  | Karlsplatz (ab 1968)                                  |
| U-Bahn-Bahnhof (Strecke außer Betrieb) · U-Bahn-Strecke (außer Betrieb) |                     | Marktplatz                                            | Marktplatz                                            |
| U-Bahn-Bahnhof (Strecke außer Betrieb) · U-Bahn-Strecke (außer Betrieb) |                     | Marienkirche                                          | Marienkirche                                          |
| U-Bahn-Abzweig geradeaus und von links (Strecke außer Betrieb) · U-Bahn-Strecke quer (außer Betrieb) · U-Bahn-Strecke nach rechts (außer Betrieb) |                     |                                                       |                                                       |
| U-Bahn-Haltepunkt / Haltestelle (Strecke außer Betrieb) |                     | Burgplatz (ehemals Albstraße)                         | Burgplatz (ehemals Albstraße)                         |
| U-Bahn-Bahnhof (Strecke außer Betrieb) |                     | Seestraße                                             | Seestraße                                             |
| U-Bahn-Haltepunkt / Haltestelle (Strecke außer Betrieb) |                     | Uhlandstraße                                          | Uhlandstraße                                          |
| U-Bahn-Haltepunkt / Haltestelle (Strecke außer Betrieb) |                     | Erwin-Seiz-Straße                                     | Erwin-Seiz-Straße                                     |
| U-Bahn-Dienststation / Betriebs- oder Güterbahnhof (Strecke außer Betrieb) |                     | Arbachweiche                                          | Arbachweiche                                          |
| U-Bahn-Strecke von links (außer Betrieb) · U-Bahn-Abzweig geradeaus und nach rechts (Strecke außer Betrieb) |                     |                                                       |                                                       |
| U-Bahn-Haltepunkt / Haltestelle (Strecke außer Betrieb) · U-Bahn-Bahnhof (Strecke außer Betrieb) |                     | Südbahnhof (ehemals Rank)                             | Südbahnhof (ehemals Rank)                             |
| U-Bahn-Strecke (außer Betrieb) · U-Bahn-Abzweig geradeaus und nach links (Strecke außer Betrieb) · U-Bahn-Strecke mit Eisenbahn quer (außer Betrieb) |                     | Rollbockgrube                                         | Rollbockgrube                                         |
| U-Bahn-Strecke (außer Betrieb) · U-Bahn-Kreuzung mit Eisenbahn (Strecken außer Betrieb) |                     | Bahnstrecke Reutlingen–Schelklingen                   | Bahnstrecke Reutlingen–Schelklingen                   |
| U-Bahn-Strecke (außer Betrieb) · U-Bahn-Strecke nach links (außer Betrieb) · U-Bahn-Strecke von rechts (außer Betrieb) |                     |                                                       |                                                       |
| U-Bahn-Strecke (außer Betrieb) · U-Bahn-Haltepunkt / Haltestelle (Strecke außer Betrieb) |                     | Eningen Kadel (Bedarfshalt)                           | Eningen Kadel (Bedarfshalt)                           |
| U-Bahn-Strecke (außer Betrieb) · U-Bahn-Haltepunkt / Haltestelle (Strecke außer Betrieb) |                     | Eningen Spitzwiesen                                   | Eningen Spitzwiesen                                   |
| U-Bahn-Strecke (außer Betrieb) · U-Bahn-Betriebs-/Güterbahnhof Streckenanfang und quer (Strecke außer Betrieb) · U-Bahn-Abzweig geradeaus und nach rechts (Strecke außer Betrieb) |                     | Mechanische Baumwollweberei Eningen unter Achalm      | Mechanische Baumwollweberei Eningen unter Achalm      |
| U-Bahn-Strecke (außer Betrieb) · U-Bahn-Haltepunkt / Haltestelle (Strecke außer Betrieb) |                     | Eningen Weberei                                       | Eningen Weberei                                       |
| U-Bahn-Strecke (außer Betrieb) · U-Bahn-Kopfbahnhof Streckenende (Strecke außer Betrieb) |                     | Eningen (ehemals Eningen Ort)                         | Eningen (ehemals Eningen Ort)                         |
| U-Bahn-Haltepunkt / Haltestelle (Strecke außer Betrieb) |                     | Pfullingen Arbachbrücke                               | Pfullingen Arbachbrücke                               |
| U-Bahn-Bahnhof (Strecke außer Betrieb) |                     | Pfullingen Goethestraße (ab 1968)                     | Pfullingen Goethestraße (ab 1968)                     |
| U-Bahn-Haltepunkt / Haltestelle (Strecke außer Betrieb) |                     | Pfullingen Kunstmühle (bis 1968)                      | Pfullingen Kunstmühle (bis 1968)                      |
| U-Bahn-Betriebs-/Güterbahnhof Streckenanfang und quer (Strecke außer Betrieb) · U-Bahn-Abzweig geradeaus und nach rechts (Strecke außer Betrieb) |                     | J. J. Schlayer, Leder- und Lederwarenfabrik           | J. J. Schlayer, Leder- und Lederwarenfabrik           |
| U-Bahn-Haltepunkt / Haltestelle (Strecke außer Betrieb) |                     | Pfullingen Bismarckstraße (ehemals Pfullingen Traube) | Pfullingen Bismarckstraße (ehemals Pfullingen Traube) |
| U-Bahn-Haltepunkt / Haltestelle (Strecke außer Betrieb) |                     | Pfullingen Lindenplatz (bis 1968 Ausweiche)           | Pfullingen Lindenplatz (bis 1968 Ausweiche)           |
| U-Bahn-Abzweig geradeaus und nach links (Strecke außer Betrieb) · U-Bahn-Strecke von rechts (außer Betrieb) |                     |                                                       |                                                       |
| U-Bahn-Bahnhof (Strecke außer Betrieb) · U-Bahn-Strecke geradeaus (außer Betrieb) |                     | Pfullingen Laiblinsplatz                              | Pfullingen Laiblinsplatz                              |
| U-Bahn-Strecke nach links (außer Betrieb) · U-Bahn-Strecke nach rechts (außer Betrieb) |                     |                                                       |                                                       |

Die Straßenbahn Reutlingen war ein elektrisch betriebenes Straßenbahnsystem mit 1000 Millimeter Spurweite, das 1912 aus der dampfbetriebenen Lokalbahn Reutlingen–Eningen hervorging und bis 1974 die Stadt Reutlingen mit ihren Vororten verband. Alle Strecken waren eingleisig und mit Ausweichen versehen, in weiten Teilen hatte das Netz den Charakter einer Überlandstraßenbahn. Das im Volksmund „Funken-Chaise“ genannte Verkehrsmittel verwendete eine Gleichspannung von 750 Volt; die zulässige Höchstgeschwindigkeit betrug 40 km/h. Neben dem Personenverkehr fand bis 1962 auch Güterverkehr statt. Im Zuge der Planungen für eine Regional-Stadtbahn Neckar-Alb soll Reutlingen eine Stadtbahn nach dem Karlsruher Modell bekommen, die aber mit der ehemaligen Straßenbahn nur wenig gemein hat.

## Geschichte

### Die Lokalbahn Reutlingen–Eningen (1899)

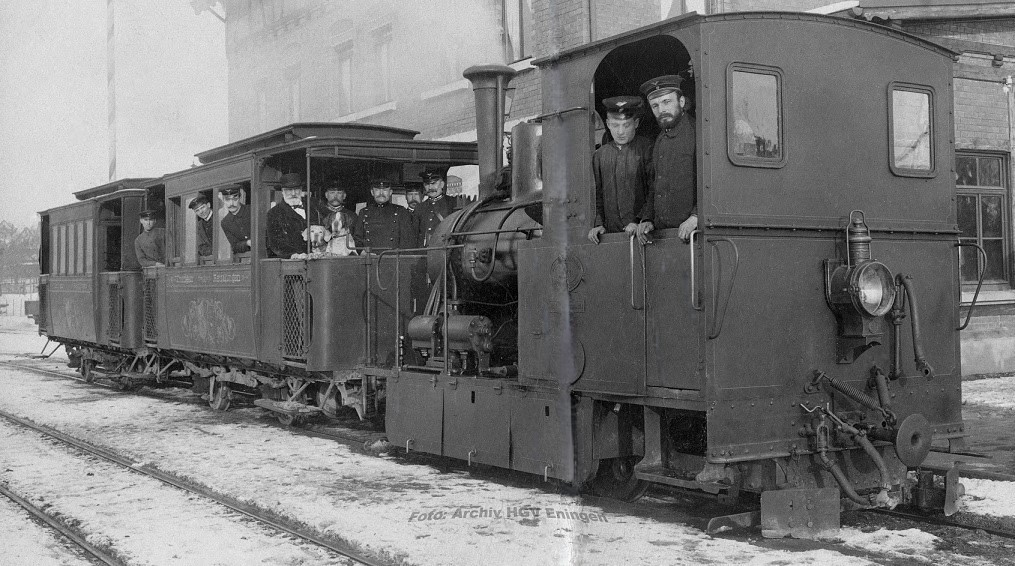
Ein Lokalbahnzug im Bahnhof Eningen Ort

Beim Bau der 1892 in Betrieb genommenen Bahnstrecke Reutlingen–Schelklingen konnte die abseits der Trasse gelegene Gemeinde Eningen unter Achalm nicht berücksichtigt werden. Zwar bekam der spätere Reutlinger Südbahnhof zunächst die Bezeichnung „Eningen u. A.“, er lag jedoch zweieinhalb Kilometer von der Ortsmitte entfernt und konnte die Verkehrsbedürfnisse der Eninger Bevölkerung dadurch nicht befriedigen. Auf Initiative der Gemeinde baute daher der Innsbrucker Bahnunternehmer Hermann Ritter von Schwind eine, im Stadtgebiet von Reutlingen als Dampfstraßenbahn betriebene, Lokalbahn zwischen Reutlingen Staatsbahnhof und Eningen Ort. Am 1. November 1899 wurde die 4,79 Kilometer lange Strecke in Betrieb genommen. Während zwischen Eningen und dem Reutlinger Stadtrand eine eigene Trasse erbaut wurde, lagen die Gleise innerhalb Reutlingens im Straßenraum und führten durch die Albstraße und die Gartenstraße zum heutigen Hauptbahnhof.
Trotz guter Nachfrage machte die Bahn jedoch fast von Beginn an Verluste. Von Schwind trat deswegen schon 1903 die Bahn an die Gemeinde Eningen ab. Doch auch unter kommunaler Regie blieben die Verluste hoch. Ab 1906 gab es Überlegungen für eine elektrische Straßenbahn. 1909 begannen Verhandlungen der Lokalbahnverwaltung mit der Württembergischen Eisenbahn-Gesellschaft (WEG) mit dem Ziel, die Strecke als Basis der geplanten Straßenbahn zu verkaufen. Querelen mit Pfullingen verhinderten aber zunächst weitere Pläne, erst 1911 konnte der Verkauf abgeschlossen werden.

### Elektrifizierung und Erweiterung nach Betzingen (1912)

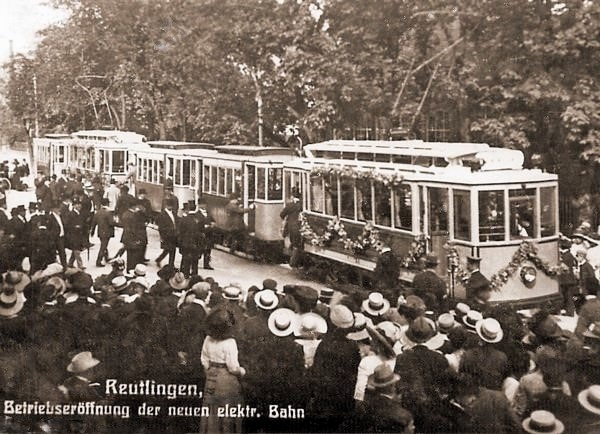
24. Juli 1912: zwei geschmückte Eröffnungszüge warten vor dem Hauptbahnhof auf die Ehrengäste aus Stuttgart

Die Württembergische Eisenbahn-Gesellschaft begann am 15. März 1912 mit der Erweiterung der Lokalbahn Reutlingen–Eningen, gleichzeitig wurde die gesamte Strecke mit einer Oberleitung versehen. Sie verlängerte die Strecke von der Innenstadt aus durch die Gutenbergstraße und die Hohenzollernstraße, die heutige Tübinger Straße, in den westlichen Stadtteil Betzingen. Dort befand sich die nach der Mauritiuskirche benannte Endstation Kirche am westlichen Ende der Steinachstraße. Im Volksmund hieß die Endstelle hingegen Schwane, unter anderem weil im namensgebenden Gasthaus Zum Schwan auch Monatskarten für die Straßenbahn verkauft wurden. Der damals noch recht dörflich geprägte Ort Betzingen war erst 1907 nach Reutlingen eingemeindet worden, hatte allerdings zuvor schon durch den 1861 erfolgten Weiterbau der Bahnstrecke Plochingen–Immendingen eine Schienenverbindung mit Reutlingen. Auch der an dieser Strecke gelegene Reutlinger Westbahnhof erhielt 1912 durch die Haltestelle Hohenzollernstraße eine zusätzliche Straßenbahnanbindung.
Am 24. Juli 1912 wurde die 7,23 Kilometer lange elektrische Straßenbahn-Durchmesserlinie von Eningen über Reutlingen nach Betzingen feierlich eingeweiht. Es verkehrten anfangs 22 Zugpaare, schon im ersten Jahr beförderte die neue Linie 90.000 Personen. In der Reutlinger Altstadt war die Eninger Strecke dabei 1912 bis zum Burgplatz völlig neu trassiert worden. Sie wurde aus der eher abseits der Innenstadt gelegenen Gartenstraße drei Querstraßen weiter westlich in die Wilhelmstraße, damals die Reutlinger Hauptverkehrsader, verlegt und bediente fortan auch den zentralen Marktplatz. Zuvor hatten sich bereits die Anwohner der, damals vornehmen, Gartenstraße für eine Verlegung ausgesprochen, weil sie genug vom Rauch und Lärm der Dampfstraßenbahn hatten. Im Gegenzug befürworteten die Händler entlang der neuen Trasse die Verlegung ausdrücklich. Zusammen mit den Schienen erhielt die zuvor geschotterte Wilhelmstraße ferner, als erste Reutlinger Straße überhaupt, einen Pflasterbelag.
Der Reutlinger Hauptbahnhof blieb auch nach 1912 durch eine kurze Stichstrecke an die Eninger Strecke angebunden. Sie führte vom zentralen Knoten bestehend aus Karlstraße, Wilhelmstraße, Lederstraße (heute Eberhardstraße) und Unter den Linden her kommend via Unter den Linden und Bahnhofstraße zum Listplatz. Dort traf sie wiederum auf die alte Lokalbahntrasse, womit deren Abfahrtsstelle an der Einmündung der Kaiserstraße in die Bahnhofstraße für bestimmte Züge von und nach Eningen erhalten blieb. Die Kreuzung Karlstraße/Wilhelmstraße/Lederstraße/Unter den Linden hieß im Kontext mit der Straßenbahn stets Karlsplatz, wenngleich dies nie eine offizielle Straßenbezeichnung der Stadt Reutlingen war. In der nationalsozialistischen Zeit hieß die wichtigste Haltestelle der Straßenbahn vorübergehend Platz der SA. Betrieblicher Mittelpunkt der Bahn blieb auch nach 1912 Eningen, wo aus dem einstigen Lokomotivschuppen der Lokalbahn für die elektrischen Straßenbahnwagen ein vollwertiger Betriebshof entstand.

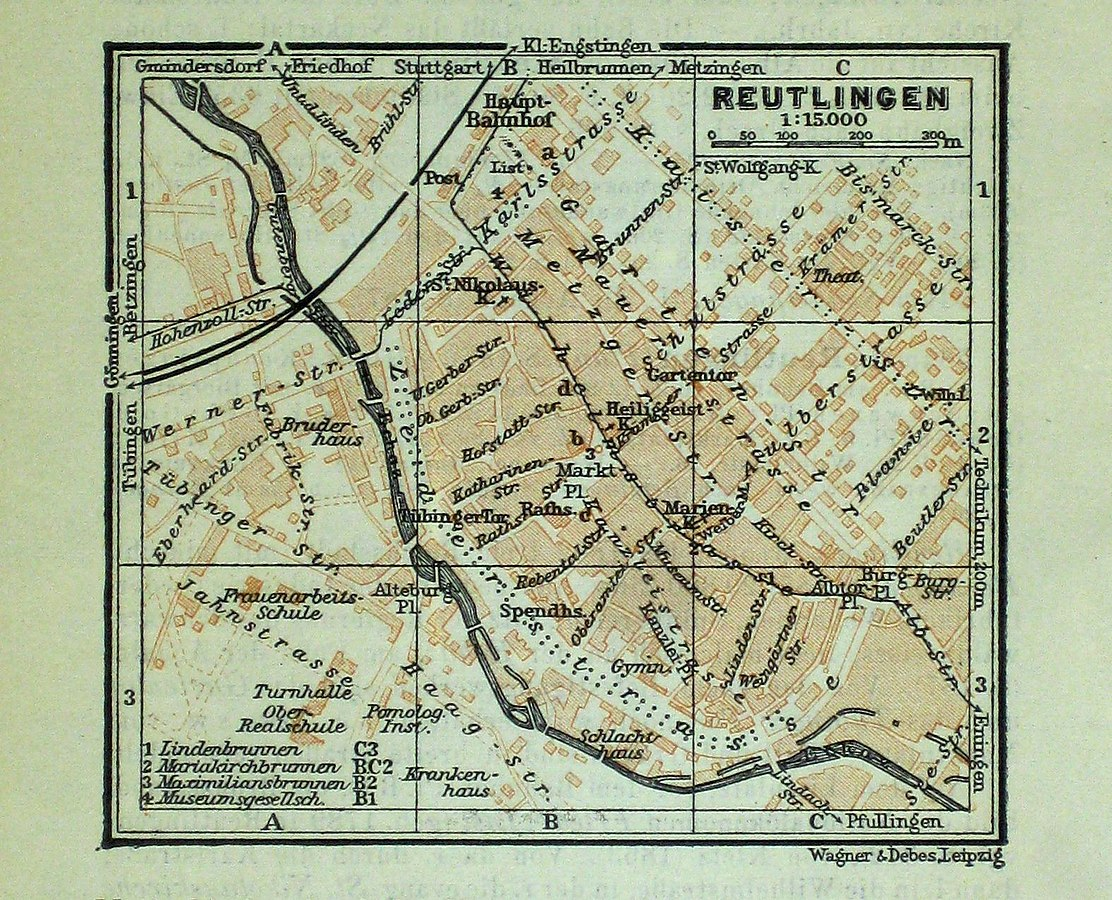
Erste Streckenführung der elektrischen Straßenbahn in der Innenstadt auf einem Stadtplan von 1913. In der Karlstraße zweigte die Stichstrecke zum Hauptbahnhof ab.
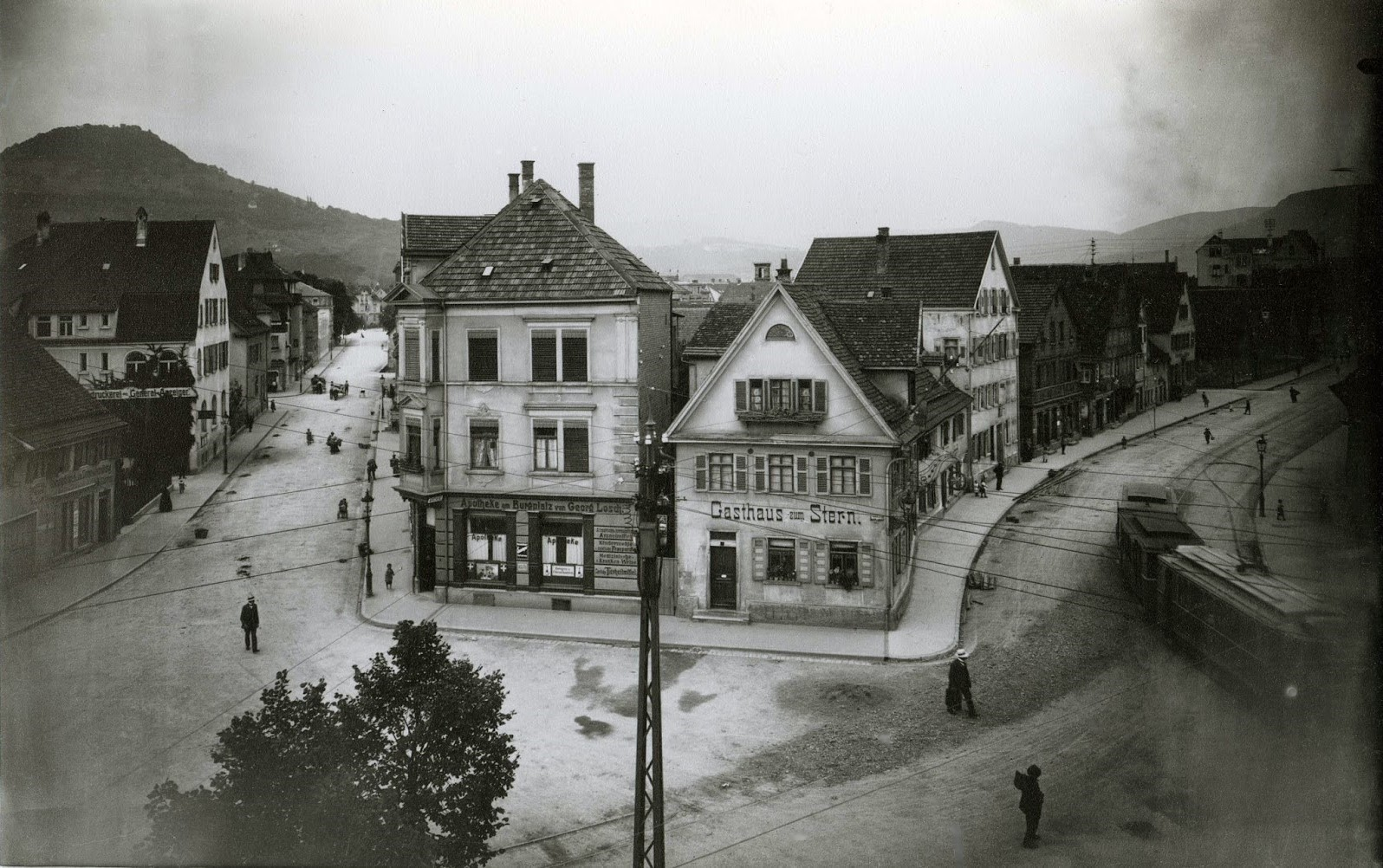
Ein Dreiwagenzug aus Eningen am Beginn der neuen Trasse auf dem Burgplatz, die Lokalbahn zweigte hier in die Gartenstraße ab, das abgeklemmte Gleis ist noch vorhanden
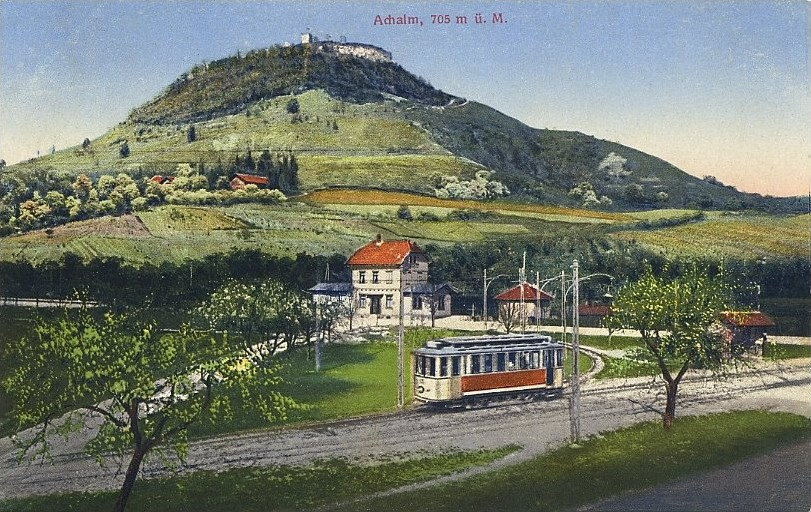
Ausweiche am Reutlinger Südbahnhof, hinter dem Triebwagen der Abzweig zur Rollbockgrube
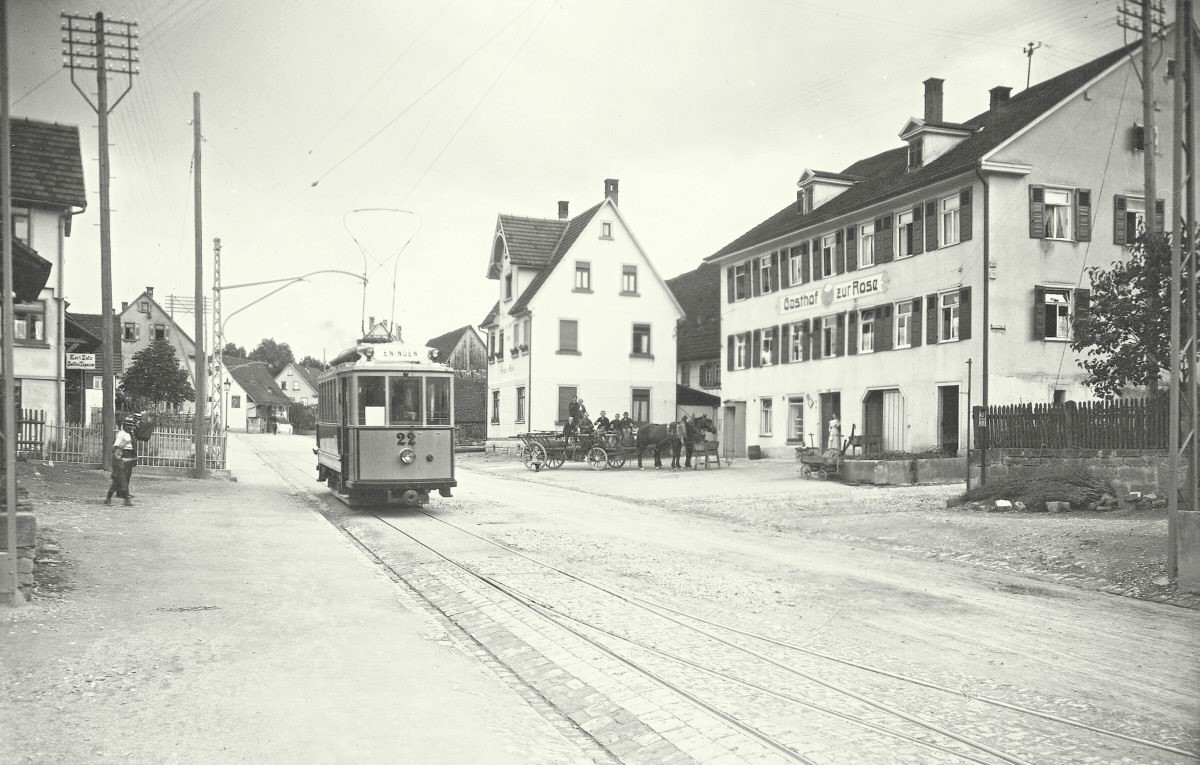
Ein Wagen aus Eningen erreicht die Endstelle Kirche in Betzingen

### Erweiterung nach Pfullingen (1916)

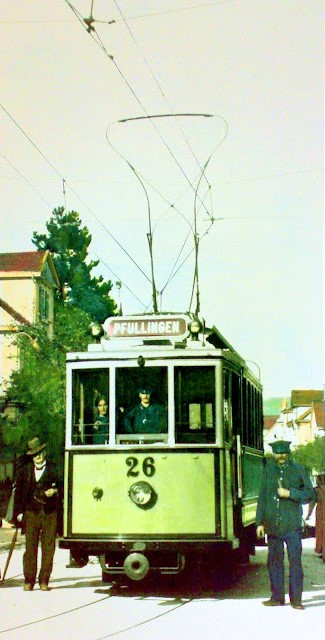
Wagen 26 im Eröffnungsjahr 1916 an der Endstelle Traube in Pfullingen, charakteristisch für diese Linie waren die roten Zielschilder

Der Pfullinger Gemeinderat hatte ursprüngliche Pläne, eine von der Eninger Straßenbahn ausgehende Zweigstrecke nach Pfullingen zu bauen, blockiert. Der Ort hatte ebenfalls seit 1892 einen Bahnhof an der Echaztalbahn, der jedoch deutlich günstiger lag als der benachbarte Eninger Staatsbahnhof. Unzufrieden waren hingegen die Pfullinger Bürger und Fabrikanten, die sich ausgegrenzt fühlten und deshalb von ihrem Gemeinderat den Straßenbahnanschluss forderten. Erst der Reutlinger Leder- und Schuhfabrikant Wilhelm Silber sorgte im Gemeinderat für ein Umdenken. Er machte den Neubau einer zusätzlichen Fabrik in Pfullingen vom Bau der Straßenbahn dorthin abhängig, weil das vorgesehene Unternehmensareal zu weit abseits des Pfullinger Bahnhofs lag.
So schloss die Gemeinde Pfullingen am 23. Juli 1913 mit der WEG einen Vertrag über eine Neubaustrecke vom Reutlinger Südbahnhof zum Pfullinger Laiblinsplatz ab, am 20. Dezember 1913 erteilte der Staat die Konzession. Kriegsbedingt konnte allerdings erst im Juni 1916 mit dem Bau begonnen werden. Die neue Verbindung ging schließlich am 29. September 1916 als Radiallinie von Reutlingen nach Pfullingen in Betrieb und führte, immer der Marktstraße folgend, zunächst nur bis zum damaligen Gasthaus Traube. In Reutlingen übernahm die neue Pfullinger Linie gleichzeitig die Bedienung des Hauptbahnhofs, wobei auch weiterhin einzelne Züge der Eninger Linie dorthin fuhren. Zur besseren Unterscheidung von den Wagen der bestehenden Linie, deren Fahrtziele in schwarzer Positivschrift auf weißem Grund angegeben waren, hatte die Pfullinger Linie rote Zielschilder mit weißer Negativschrift.
Mit der Erweiterung nach Pfullingen erhielt, analog zur Mechanischen Baumwollweberei Eningen unter Achalm, schließlich auch die J. J. Schlayer, Leder- und Lederwarenfabrik wie vorgesehen ihr eigenes Anschlussgleis, das auf dem Werksgelände eine Schleifenfahrt aufwies. Es zweigte zwischen der Einmündung Kunstmühlestraße und der Einmündung Zeilstraße nach rechts von der Hauptstrecke ab und überquerte die Liststraße, den Heergassenbach und die Uhlandstraße. So konnte das Unternehmen direkt mit rohen Rinderhäuten beliefert werden, die dort zu Leder weiterverarbeitet wurden.
Erst ab dem 21. Mai 1926 konnte die Straßenbahn in Pfullingen dann bis zum Lindenplatz fahren, bevor sie am 20. Oktober 1927 ihre endgültige Endstelle am Laiblinsplatz und damit eine Gesamtlänge von 4,20 Kilometern erreichte. Ebenfalls 1927 erhielt die Pfullinger Linie beim Hauptbahnhof die erste Wendeschleife der Reutlinger Straßenbahn. Hierbei handelte es sich um eine gegen den Uhrzeigersinn befahrene Häuserblockschleife Karlsplatz–Karlstraße–Listplatz–Bahnhofstraße–Unter den Linden–Karlsplatz, die Endstelle befand sich auf dem Listplatz. Die Blockumfahrung diente lediglich dem flüssigeren Betriebsablauf, Einrichtungsfahrzeuge existierten in Reutlingen nie. Im Gegenzug entfiel 1927 die frühere Endstelle der Lokalbahn an der Einmündung der Kaiserstraße in die Bahnhofstraße.

### Erweiterung nach Rommelsbach, Oferdingen und Altenburg (1928)
Schon vor dem Ersten Weltkrieg erörterte die Stadt Reutlingen Pläne zur weiteren Erschließung des nördlichen Umlands, dem sogenannten Nordraum der Stadt. Vor allem ging es dabei um die Verbindung mit den Nachbarorten Rommelsbach, Oferdingen und Altenburg am Neckar. Die genannten Gemeinden gehörten damals zwar administrativ zum Oberamt Tübingen, waren aber enger mit Reutlingen verbunden. Ziel war es vor allem, sie strategisch noch stärker an die Stadt zu binden.
Insbesondere konnte aus damaliger Sicht die weitere Versorgung der Industrie mit Arbeitskräften nur noch aus diesem Gebiet erfolgen. Dies galt vor allem für die Spinnereihülsen- und Spulenfabrik Emil Adolff GmbH & Co., damals der größte Arbeitgeber der Stadt. Doch sollten die Angestellten auch ausgeruht bei der Arbeit ankommen, mussten sie doch damals noch vor Schichtbeginn teilweise lange Fußmärsche zurücklegen. Zudem wartete abends auf viele von ihnen nach neun Stunden Fabrikarbeit noch die Versorgung der Landwirtschaft. Im Gegenzug kollidierten die 1905 aufgekommenen Pläne für eine sogenannte linksufrige Neckarbahn zwischen Nürtingen und Kirchentellinsfurt mit den Reutlinger Interessen. Diese Strecke hätte nämlich den Verkehr aus dem Nordraum in Richtung Tübingen gelenkt.
Daher existierten schon vor 1914 Pläne für eine Straßenbahn von Reutlingen nach Altenburg, doch vereitelte der Krieg zunächst auch dieses Vorhaben. In der schwierigen Nachkriegszeit waren die Aussichten nicht besser. Dennoch ließ man 1919 ein Gutachten für eine elektrische Straßenbahn ausarbeiten und bereitete auch einen Konzessionsantrag vor. Damals war geplant, neben der Hauptstrecke nach Altenburg auch eine Zweigstrecke zu bauen, die von „unterhalb des Dietwegs“ über Degerschlacht nach Sickenhausen führen sollte, damals beides noch eigenständige Gemeinden. Die Konzessionierung scheiterte aber an den Nachkriegswirren. In Folge der Neuordnung des Deutschen Reiches und dem Übergang von den Königlich Württembergischen Staats-Eisenbahnen auf die Deutsche Reichsbahn im Jahr 1920 konnten sich die Beteiligten nicht einigen.

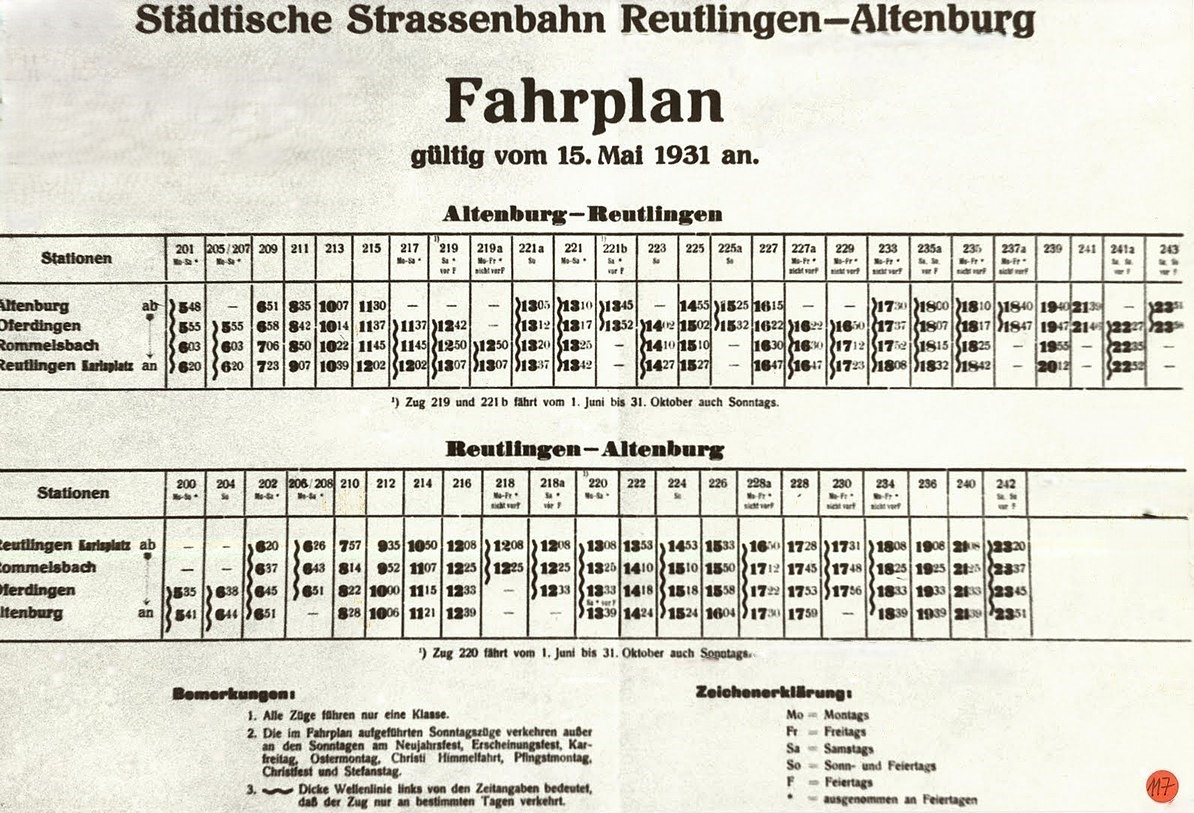
Fahrplan der Altenburger Linie von 1931, nicht alle Züge bedienten die Gesamtstrecke

Nach weiteren Verzögerungen durch die starke Inflation jener Zeit, beschloss der Reutlinger Gemeinderat schließlich am 9. Juli 1926 den Bau der Strecke nach Altenburg, allerdings ohne Abzweig nach Sickenhausen. Das Problem wurde immer akuter, im März 1927 zählte man allein am Dietweg 445 Arbeiterinnen und Arbeiter, die zwischen 5:30 und 7:30 Uhr zu Fuß nach Reutlingen gingen. Die Baukosten von 1.120.000 Mark einschließlich Grunderwerb und Umbau der Gemeindestraßen übernahm die Stadt in voller Höhe, nach einer weiteren Quelle mussten die beteiligten Gemeinden allerdings selbst für den Grunderwerb sorgen. Zudem erklärten sich sechs Reutlinger Unternehmen vertraglich bereit, zehn Jahre lang jeweils 17.000 Mark für ein mögliches Betriebsdefizit aufzubringen.
Zuvor hatte die Stadt schon am 24. September 1924 einen Vertrag mit der WEG unterzeichnet, die auch auf der neuen Altenburger Linie zunächst Verwaltung und Betrieb übernahm. Nach der Baugenehmigung vom 2. September 1927 konnten die Bauarbeiten im Frühjahr 1928 beginnen. Weil damals genügend Arbeitskräfte vorhanden waren, ging der Bau schnell voran, die Anlage kostete letztlich 728.813,66 Mark. Am 1. August 1928 wurde die 8,26 Kilometer lange Verbindung – davon 85 Prozent auf eigenem Bahnkörper – schließlich eröffnet. Deren Schlussabschnitt ins Neckartal hinunter war fortan zugleich der steilste Streckenabschnitt der Reutlinger Straßenbahn, die maximale Steigung betrug dort sieben Prozent. Für die damals neu beschafften vier Trieb- und fünf Beiwagen entstand am Ortsausgang von Oferdingen Richtung Altenburg, auf dem Grundstück Im Besterwasen 14, ein zweiter Betriebshof. Die Straßenbahn nach Altenburg diente zunächst tatsächlich vor allem dem Berufsverkehr, brachte aber zunehmend die gewünschte engere Verbindung mit der Stadt.
Prinzipiell war die neue Linie erfolgreich, schon im Januar 1929 mussten ein Trieb- und ein Beiwagen nachbeschafft werden, um den Berufsverkehr zu bewältigen. Zwar konnte die Linie wegen der Zins- und Tilgungslasten nur selten Gewinne einfahren, dafür ging die politische Rechnung Reutlingens auf und die an die Straßenbahn angeschlossenen Gemeinden kamen 1938 zum Landkreis Reutlingen. Zudem führte die neue Altenburger Strecke ihrerseits dazu, dass das Unternehmen Gminder, auf freiem Feld zwischen Rommelsbach und Oferdingen, 1927 eine vierte Weberei errichtete. So gab es gleich zwei Haltestellen mit dem Namen Gmindersche Fabrik, einmal an der Betzinger und einmal an der Altenburger Strecke.

### Kommunalisierung der Altenburger Strecke (1930)
Schon die erste Abrechnung der WEG für die Altenburger Strecke sorgte allerdings für Unstimmigkeiten mit der Stadt, so dass sich diese entschloss, den Betrieb dorthin bereits ab dem 1. März 1930 unter der Bezeichnung Städtische Strassenbahn Reutlingen–Altenburg in eigener Regie zu übernehmen. Für die Betriebsführung war das Elektrizitätswerk Reutlingen zuständig. Damit gab es zwei wirtschaftlich voneinander unabhängige Straßenbahnbetriebe in Reutlingen. Die städtische Linie arbeitete allerdings mit Verlust. Die Stadt entschied sich daher dazu, auch die bei der WEG verbliebenen Strecken nach Eningen und Pfullingen zu übernehmen, um ein einziges rentableres Unternehmen zu besitzen. Aufgrund des 1912 mit der WEG vereinbarten Kündigungsschutzes von 30 Jahren, konnte dieser Schritt jedoch erst Jahre später erfolgen.

### Kommunalisierung des Gesamtnetzes (1944)

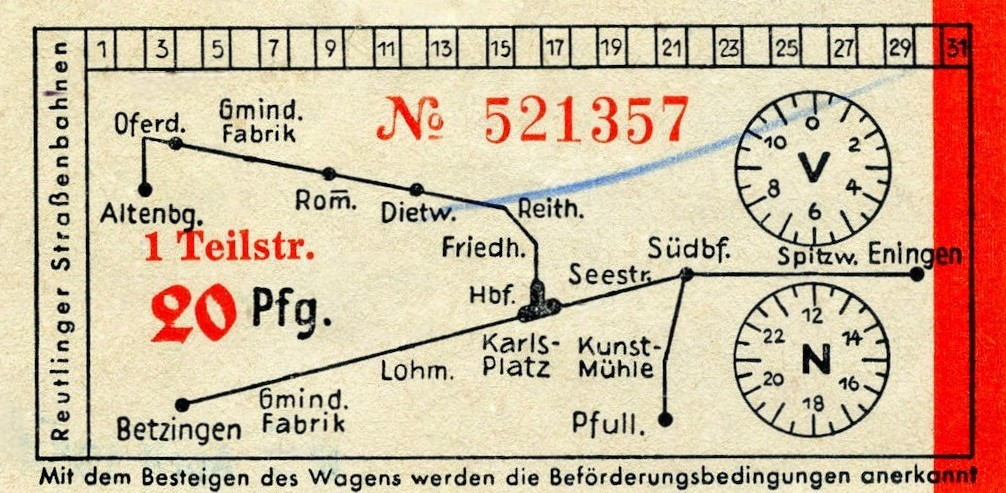
Nach der vollständigen Kommunalisierung ausgegebener Netzbildfahrschein für eine Teilstrecke zu 20 Pfennig

Mitten im Zweiten Weltkrieg konnten, wie schon in den frühen 1930er Jahren geplant, nach langwierigen Verhandlungen schließlich auch die verbliebenen WEG-Strecken nach Betzingen, Eningen und Pfullingen in den Besitz der Stadt übergehen. Am 1. März 1944 erfolgte die offizielle Übergabe. Bei der WEG stellte die Reutlinger Filiale aber ohnehin stets einen Fremdkörper dar, weil die Gesellschaft sonst keinen weiteren Straßenbahnbetrieb besaß. Damit waren fortan alle damals 18,3 Streckenkilometer im Besitz des fortan Reutlinger Straßenbahnen genannten städtischen Eigenbetriebs, der wiederum 1952 in den Stadtwerken Reutlingen aufging. Mit der abgeschlossenen Kommunalisierung führte die Stadt Reutlingen ferner Liniennummern ein. Diese waren zunächst aber nur in den Fahrplänen und auf den Streckenzeitkarten angegeben, nicht jedoch an den Fahrzeugen selbst. Die drei Nummern wurden, in Reihenfolge der jeweiligen Eröffnung, wie folgt vergeben:
| Linie 1: | Eningen–Karlsplatz–Südbahnhof–Betzingen       |
| Linie 2: | Hauptbahnhof–Karlsplatz–Südbahnhof–Pfullingen |
| Linie 3: | Karlsplatz–Altenburg                          |

Erstmals in ihrer Geschichte fuhr die Straßenbahn jetzt Gewinne ein. Jedoch zeigte die vormalige Trennung noch auf Jahre hinaus Wirkung. So rüstete die WEG ihren Betriebsteil schon während des Zweiten Weltkriegs, aber noch vor der Übergabe an die Stadt, mit halbautomatischen BSI-Kompaktkupplungen aus, während die Altenburger Strecke noch bis 1962 mit den alten handbedienten Bolzenkupplungen auskommen musste.

### Nachkriegszeit und Einstellung des Güterverkehrs

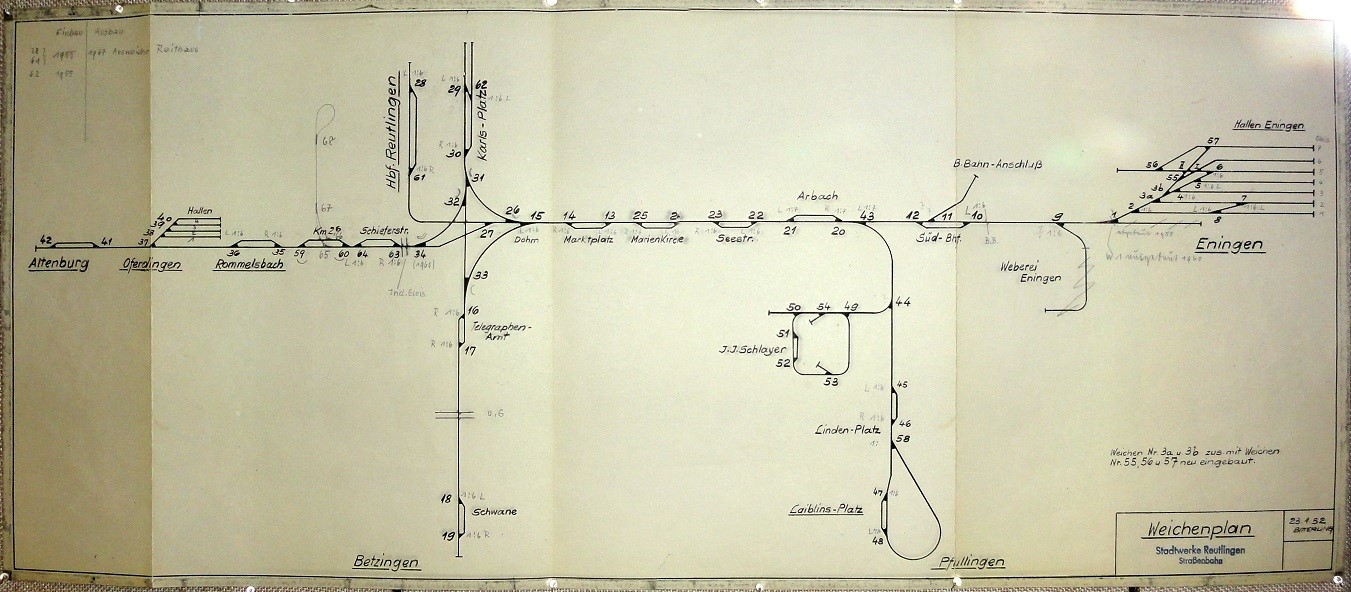
Weichenplan vom 23. Januar 1952

Der Krieg verursachte in der Innenstadt im Bereich der Straße Unter den Linden sowie auf der Betzinger Strecke zerstörte Oberleitungen durch Bombenangriffe. Die Fahrzeuge hingegen blieben dank der weit außerhalb liegenden Betriebshöfe weitgehend unbeschädigt. Nach der Beseitigung der vergleichsweise geringen Kriegsschäden, konnte – nach einer kurzen Betriebseinstellung – noch im Mai 1945 die Altenburger Strecke wieder in Betrieb gehen. Ab Oktober 1945 bediente die Straßenbahn dann wieder das gesamte Netz. In der Nachkriegszeit erbrachte sie dabei Höchstleistungen, so wurden im Jahr 1945 bereits fünf Millionen Fahrgäste befördert. in den Jahren 1946 bis 1948 waren es dann schon jeweils neun Millionen, eine weitere Quelle gibt für das Jahr 1948 sogar 9,9 Millionen an.
Durch den Neubau der Siedlungen Römerschanze und Storlach stiegen dabei in der Nachkriegszeit besonders die Fahrgastzahlen der Altenburger Linie immer weiter an. Weil wegen der nach wie vor durchgehend eingleisigen Strecke ins nördliche Stadtgebiet keine Fahrplanverdichtung erfolgen konnte, verkehrten alternativ Verstärkerwagen im Folgezugbetrieb bis Friedhof oder Reithaus. Hierbei war der vorausfahrende Zug mit einem speziellen Schild als Vorzug gekennzeichnet.
Am 1. April 1952 eröffnete das Privatunternehmen Hogenmüller & Kull die erste Stadtomnibuslinie Reutlingens, woraufhin für die nächsten 22 Jahre zwei städtische Verkehrsmittel parallel zueinander existierten. Im Gegensatz zur Straßenbahn war die Straßenkonkurrenz aber von Anfang an rentabel.
1955 verlor schließlich der Hauptbahnhof nach 56 Jahren seinen direkten Straßenbahnanschluss, als die dortige Wendeschleife aufgelassen wurde. Die Züge der Linie 2 endeten fortan stumpf an der Einmündung der Gartenstraße in die Karlstraße.
Ab 1960/1961 gab Reutlingen – als vorletzter Straßenbahnbetrieb Westdeutschlands – die jeweiligen Linienbezeichnungen auch an den Fahrzeugen selbst an. Zu diesem Zeitpunkt hatten ansonsten nur noch die beiden Linien der Straßenbahn Esslingen–Nellingen–Denkendorf keine offiziellen Linienbezeichnungen.
1957 verlegte die Gemeinde Eningen ihre öffentliche Ladestelle vom Bahnhof an das Anschlussgleis zur Weberei. 1962 endete schließlich der Güterverkehr und damit auch der, einst von der Lokalbahn übernommene, Rollbockbetrieb.

### Erweiterung nach Orschel-Hagen und größte Ausdehnung (1964)

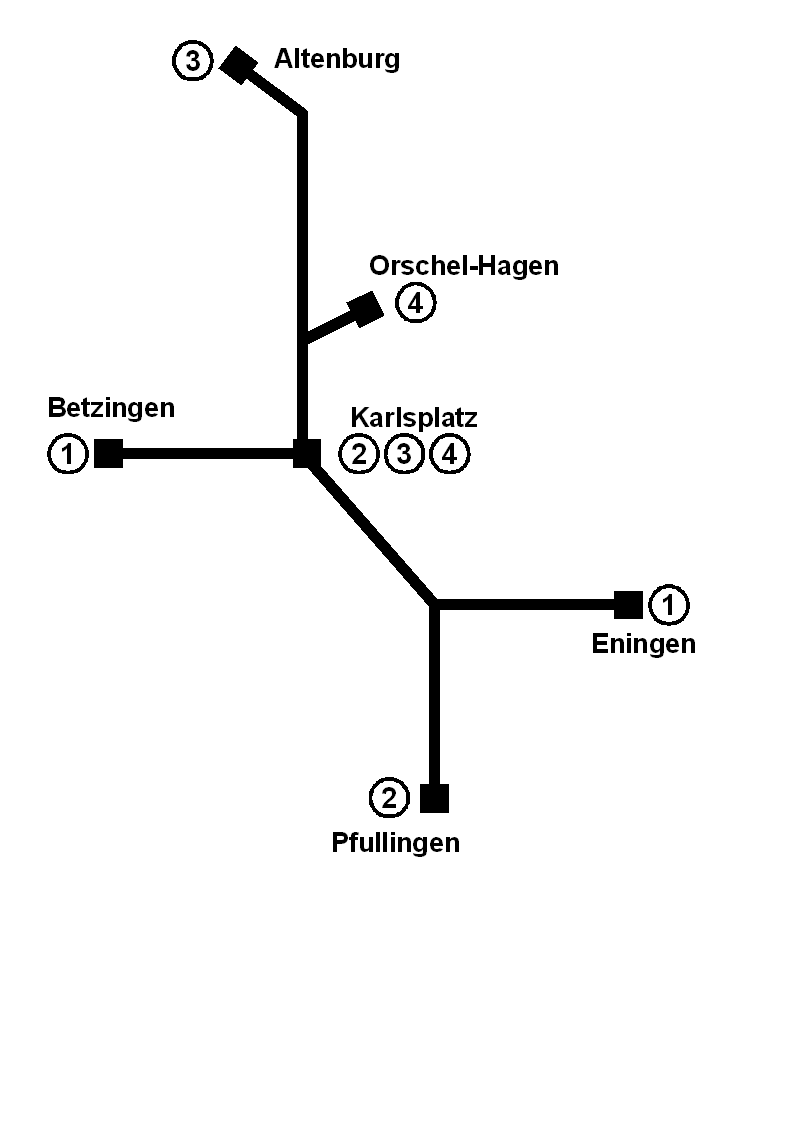
Liniennetz zum Zeitpunkt der größten Ausdehnung zwischen dem 12. September 1964 und dem 5. September 1967

Das Streckennetz wurde ab Frühjahr 1964 durch die knapp einen Kilometer lange Stichstrecke von der Altenburger Strecke in die zwischen 1960 und 1970 errichtete Gartenstadt Orschel-Hagen letztmals erweitert. Angesichts der großen Bebauungsdichte dort erschien der Anschluss an die Straßenbahn zweckmäßiger als die Einrichtung einer neuen Omnibuslinie. Die Verbindung umfasste drei neue Haltestellen und ging am 12. September 1964 in Betrieb, die Endstelle befand sich am Leutkircher Weg, unweit des Zentrums der Siedlung. Dort stand der Straßenbahn eine gegen den Uhrzeigersinn befahrene Wendeschleife zur Verfügung. Bei der Benennung ihrer Stationen richteten sich die Stadtwerke nach den ursprünglichen Flurnamen dort, so hieß die Abzweighaltestelle an der Rommelsbacher Straße Orschel und die Endhaltestelle Hagen.
Mit 19,5 Kilometern Streckenlänge erreichte das Netz 1964 damit die größte Ausdehnung seiner Geschichte. Davon lagen 12,8 Kilometer auf eigenem Bahnkörper. Insgesamt betrug die Gleislänge mitsamt allen Ausweichen und Abstellgleisen in den Betriebshöfen 22,2 Kilometer. Schon 1952 waren insgesamt 64 Weichen vorhanden.
Bedient wurde die Neubaustrecke nach Orschel-Hagen von der neuen Linie 4, die wie die Linie 3 am Karlsplatz begann und 3,60 Kilometer lang war. Als einzige Linie verließ sie an keiner Stelle das Reutlinger Stadtgebiet. Obwohl die Straßenbahn nicht direkt durch die Trabantenstadt Orschel-Hagen fuhr, sondern nur deren südliche Peripherie bediente, galt diese Strecke als die wirtschaftlichste des gesamten Netzes.

### Steigendes Defizit und unzureichende Erschließung der Stadt
Bedingt durch sozialverträgliche Fahrpreise und hohe Personalkosten wiesen die Jahresbilanzen der Straßenbahn schon ab 1949 stetig steigende Fehlbeträge auf. Dank der Gewinne aus dem Stromgeschäft, dem anderen Betriebsteil der Stadtwerke Reutlingen, stellten diese aber wirtschaftlich kein Problem dar. In den 1950er Jahren hatten die Befürworter einer – schon seinerzeit angedachten – Umstellung auf Omnibusbetrieb daher noch keine Chance, denn der damalige Oberbürgermeister Oskar Kalbfell hielt die Bahn für unersetzbar. Trotzdem diente das jährliche Defizit den Befürwortern des motorisierten Individualverkehrs im Gemeinderat als willkommenes Druckmittel, zukunftweisende Investitionen in eine systematische Erneuerung des Wagenparks und den zweigleisigen Ausbau der Hauptstrecken dauerhaft zu verhindern.
Zudem war die Straßenbahn nur auf den Nord-Süd-Verkehr ausgerichtet, während sich die Stadt bei ihrer Bautätigkeit nach dem Krieg in Ost-West-Richtung entwickelte. Die Erschließung dieser neuen Wohngebiete durch neue Schienenstrecken kam, abgesehen von Orschel-Hagen, wegen der hohen Kosten aber nicht in Frage. So blieb nur die Möglichkeit, diese Gebiete mittels eines Omnibus-Zubringerverkehrs an das Straßenbahnnetz anzuschließen. Davon betroffen war insbesondere der große Stadtteil Sondelfingen, darüber hinaus Betzenried, die Burgholzsiedlung, die Siedlung Im Efeu, die Siedlung Voller Brunnen, Degerschlacht, Sickenhausen, die Wildermuthsiedlung, Ohmenhausen, Ringelbach und den Markwasen.

### Lambert-Gutachten (1966)
Aufgrund des weiter anwachsenden Defizits gab die Stadt Reutlingen 1966 beim Stuttgarter Verkehrswissenschaftler Professor Dr. Walther Lambert ein Gutachten zur Zukunft der Straßenbahn in Auftrag. Lambert galt als Vertreter der Trennung von öffentlichem Verkehr und Individualverkehr, vor allem in den Innenstädten. Dabei sollte dem Privatverkehr – gemäß dem damals aktuellen Konzept der autogerechten Stadt – die Straße gehören, der öffentliche Verkehr aber in den Untergrund verschwinden.
So empfahl Lambert in seinem Nahverkehrsgutachten, das Straßenbahnnetz entweder ganz oder teilweise, auf Omnibusbetrieb umzustellen. Von einem Weiterbetrieb in der damaligen Form distanzierte er sich hingegen ausdrücklich. Prinzipiell lehnte er aber auch einen Parallelbetrieb von Straßenbahn und Omnibus als unwirtschaftlich ab, besonders mit dem Verweis auf die Größe der Stadt. Der Verkehrswissenschaftler präferierte alternativ eine vollständige Umstellung auf Omnibusverkehr mit einem Bustunnel unter dem zentralen Knotenpunkt Karlsplatz, die Straßenbahn sollte dafür schrittweise weichen.
Zunächst sollten bei der Umstellung die Netzteile mit geringem Verkehrsaufkommen an die Reihe kommen. Darunter insbesondere die Abschnitte Karlsplatz–Betzingen der Linie 1, dort konnten bei einer Verkehrszählung in der Spitzenstunde nur 285 Fahrgäste festgestellt werden, und Rommelsbach–Altenburg der Linie 3. Im Gegensatz dazu wies etwa der gemeinsam von den Linien 3 und 4 bediente Abschnitt Reithaus–Schieferstraße bis zu 1325 Fahrgäste stündlich auf. Darüber hinaus fiel dem Verkehrsexperten auf, dass die Wagen morgens und abends besonders voll, dazwischen aber weitgehend leer waren. Daraus ergab sich für ihn ein unwirtschaftlicher Fahrzeugeinsatz. Des Weiteren wies das Netz keinen wesentlichen Umsteige- oder Durchgangsverkehr auf und konnte außerdem nicht kostengünstig und flexibel auf das steigende Verkehrsaufkommen der „unzureichend erschlossenen“ Randzonen der wachsenden Großstadt reagieren.
Unabhängig vom Lambert-Gutachten erhielt die Betzinger Strecke noch im Jahr vor ihrer Einstellung in der Innenstadt eine neue Trassierung. Im Zusammenhang mit der Errichtung der Straßentangente Nordring unterquerten die Züge der Linie 1 die Bundesbahngleise ab dem 2. April 1966 nicht mehr im Zuge der Gutenbergstraße, sondern gemeinsam mit den Linien 3 und 4 im Zuge der Straße Unter den Linden. Hierzu entstand zuvor eine circa 250 Meter lange Neubaustrecke durch die Gutenbergstraße und die Gminderstraße, am französischen Kino vorbei.

### Stilllegung der Betzinger Strecke (1967)
Konkret wurde die Umstellung auf Omnibusverkehr dann Anfang des Jahres 1967 nach einem personellen Wechsel im Finanzdezernat des Bürgermeisteramts, als Karl Guhl unter Oskar Kalbfell den Posten des Ersten Bürgermeisters erhielt. Für Guhl war das Defizit keinesfalls mehr tragbar, weshalb er die Teilstrecke nach Betzingen, zunächst versuchsweise, ab dem 6. September 1967 wegen Straßenbauarbeiten in der Gutenbergstraße im Schienenersatzverkehr bedienen ließ. Ursprünglich sollte dieser nur circa drei Monaten andauern, doch beschloss der Gemeinderat schon am 3. Oktober 1967 die endgültige Stilllegung der Betzinger Strecke.
Nur drei Jahre nach Inbetriebnahme der Neubaustrecke nach Hagen begann damit der Niedergang der Reutlinger Straßenbahn, auch die Linie 1 endete fortan als Radiallinie am Karlsplatz. Teilweise pendelte die Linie 1 auch nur zwischen Eningen und dem Südbahnhof, wo die Fahrgäste von und zur Linie 2 umsteigen mussten. Die Betzinger Strecke übernahm ab dem 1. Oktober 1968, anstelle des Schienenersatzverkehrs, eine reguläre Omnibus-Durchmesserlinie von Hogenmüller & Kull. Sie führte von Betzingen in die Siedlung Efeu.

### Gescheiterte Liniennetzreform (1968)
Die nach Aufgabe des Betzinger Astes verbliebenen Streckenteile wurden ab dem 6. Januar 1968 neu miteinander verknüpft. Hierbei wurde das Angebot, trotz der geplanten Gesamteinstellung, sogar verdichtet. So entstand zwischen dem Karlsplatz und Orschel eine von allen vier Linien befahrene Stammstrecke und auch nach Hagen und Rommelsbach fuhren jetzt jeweils zwei Linien:
| Linie 1: | Eningen – Karlsplatz – Orschel – Hagen                |
| Linie 2: | Pfullingen – Karlsplatz – Orschel – Rommelsbach Mitte |
| Linie 3: | Karlsplatz – Orschel – Rommelsbach Mitte – Altenburg  |
| Linie 4: | Karlsplatz – Orschel – Hagen                          |

Im Vorfeld der Fahrplanänderung vom Januar 1968 war ferner die Anpassung der Kreuzungsmöglichkeiten erforderlich. So entstand damals die neue Ausweiche Reithaus auf freier Strecke, in Pfullingen wurde die Haltestelle Kunstmühle durch die – etwas weiter nördlich gelegene – neue Haltestelle Goethestraße ersetzt, die eine Begegnungsmöglichkeit aufwies. In diesem Zusammenhang trassierte man auch die Pfullinger Strecke selbst neu. Sie verlief fortan auf der östlichen statt zuvor auf der westlichen Seite der Marktstraße, die jetzt außerdem asphaltiert statt zuvor nur gepflastert war. Als weitere Modernisierungsmaßnahme ging 1968 in der Pfullinger Ortsmitte eine Häuserblockschleife gegen den Uhrzeigersinn in Betrieb. Nach der Endstelle Laiblinsplatz bogen die Wagen der Linie 2 fortan links in die Badstraße ab, um anschließend wieder die Bestandsstrecke in der Kirchstraße zu erreichen.
Aufgrund einer Fehlplanung am Karlsplatz war allerdings für die dort endenden Züge zusätzlicher Rangieraufwand nötig, was nach der Einführung des neuen Liniennetzes zu einem Chaos und stundenlangen Verspätungen führte. Schon nach wenigen Tagen wurde daher wieder das bisherige Liniennetz eingeführt.

### Netzteilung (1968)
Letztlich besiegelte der beginnende Umbau des Karlsplatzes samt neuer Fußgängerunterführungen das Aus für die Straßenbahn. Um den zentralen Knoten straßenbahnfrei zu bekommen, erhielten die Linien 3 und 4 ab dem 18. Juli 1968 eine provisorische Umsetzendstelle in der Gutenbergstraße, während die Linien 1 und 2 ihre provisorische Endstelle ab dem 14. April 1969 am nördlichen Ende der Wilhelmstraße hatten. Damit war die Reutlinger Straßenbahn wiederum in ein Nord- und ein Südnetz geteilt. Eine Gleisverbindung bestand nicht, die Wagen der Linien 1 und 2 wurden vom Betriebshof Eningen aus gestellt, während für die Linien 3 und 4 der Betriebshof Oferdingen zuständig war. Auch diese Trennung war zunächst nur vorübergehend geplant. Doch entschied der Gemeinderat dann am 19. März 1969, die auf dem Karlsplatz geplanten neuen Gleise nicht mehr einzubauen, sondern stattdessen den Straßenbahnverkehr baldmöglichst komplett einzustellen. Grundlage hierfür war ein zweites Gutachten des Verkehrsexperten und ADAC-Funktionärs Prof. Dr.-Ing. Karlheinz Schaechterle von der TU München, das dieser ebenfalls 1969 publizierte.

Südnetz der Straßenbahn Reutlingen, 1971
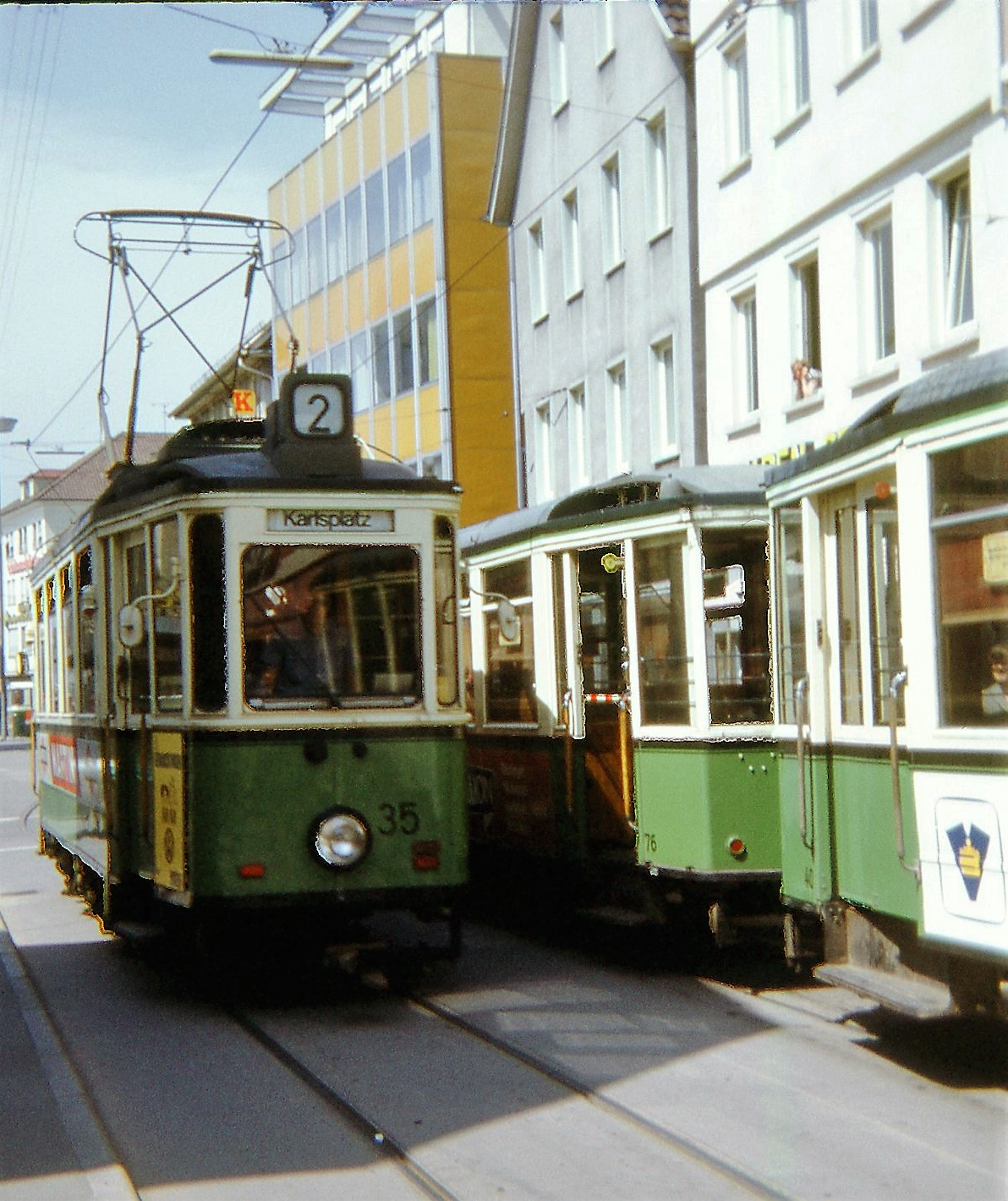
Endstelle Wilhelmstraße
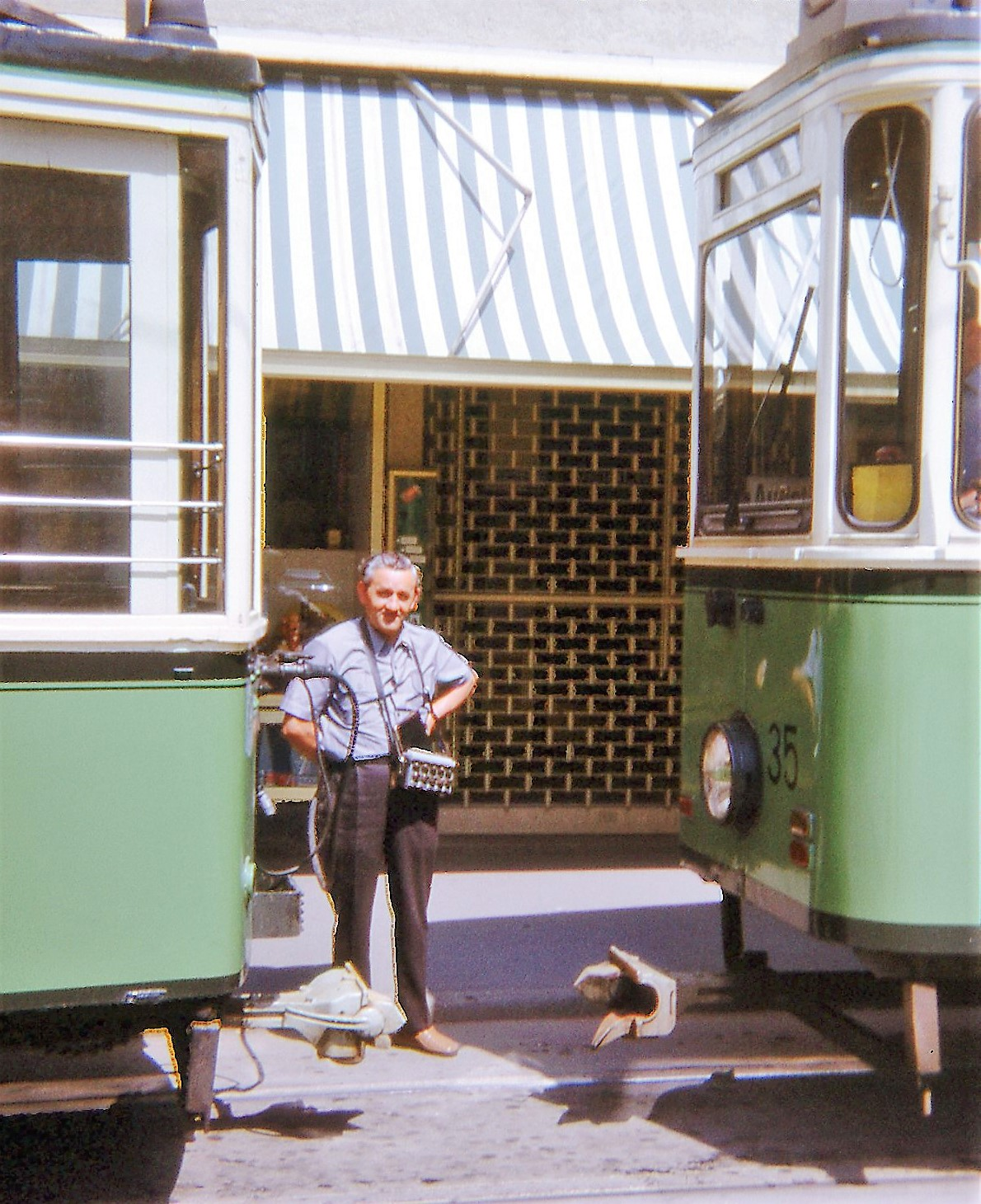
Endstelle Wilhelmstraße
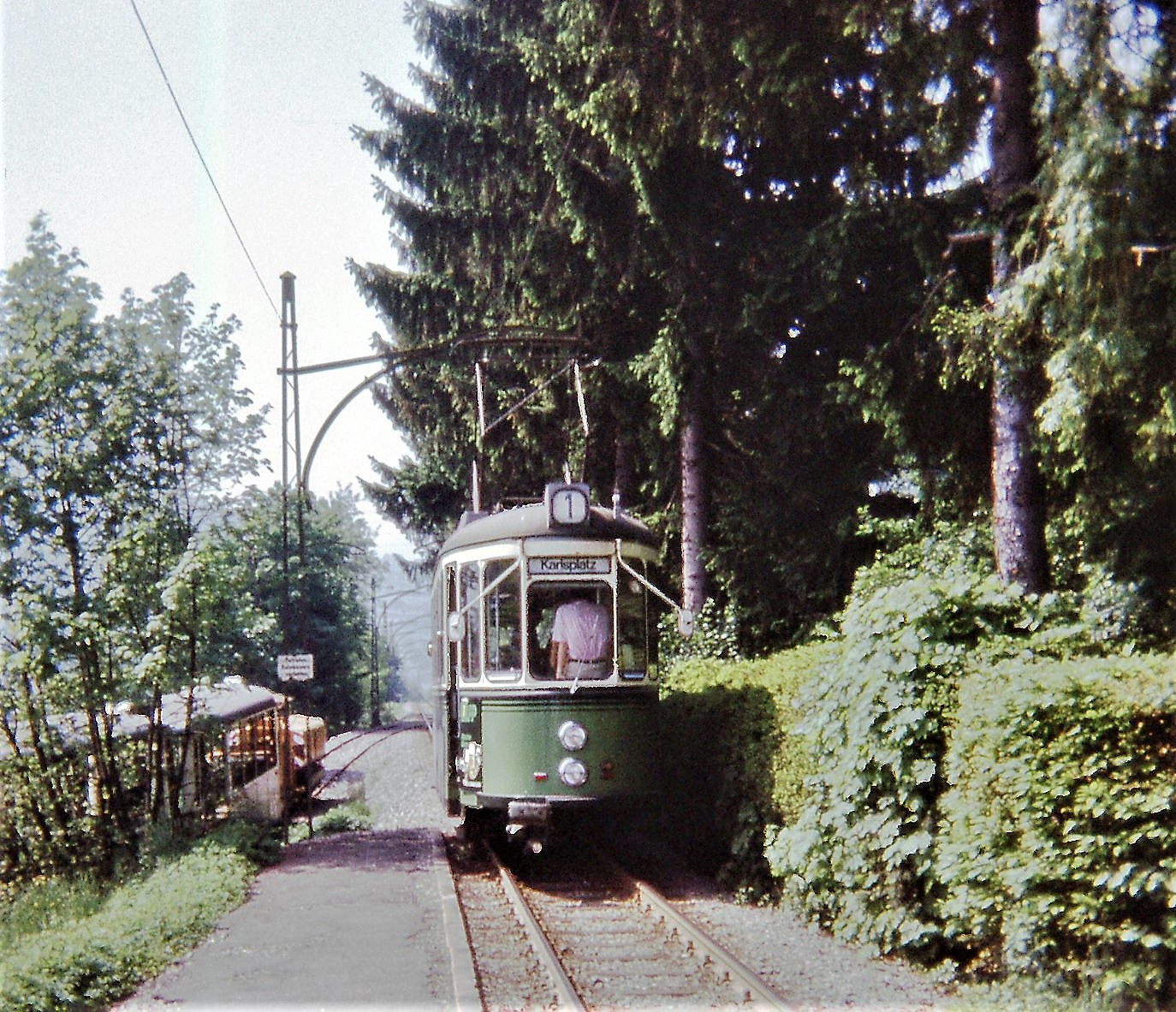
Eningen
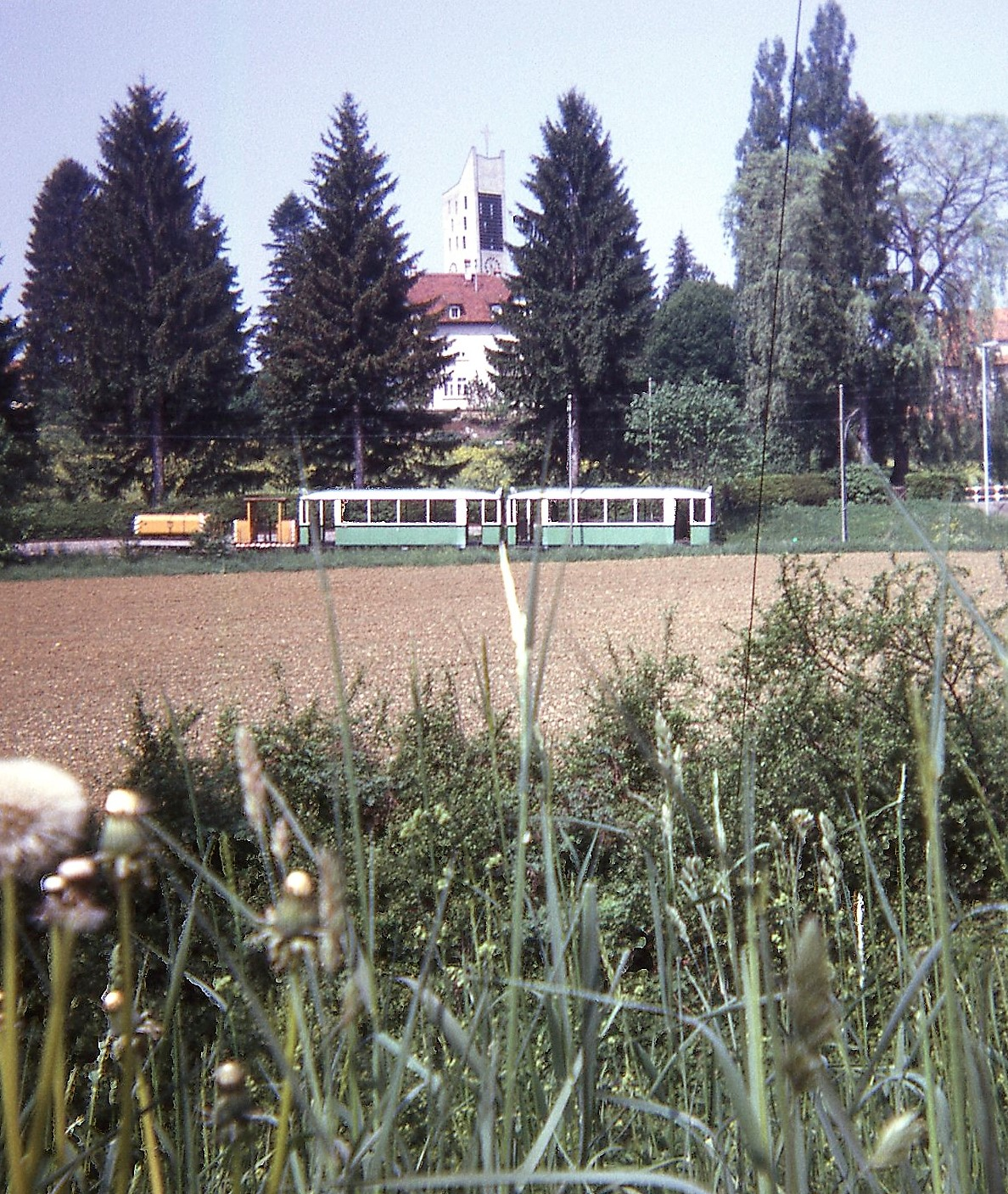
Eningen
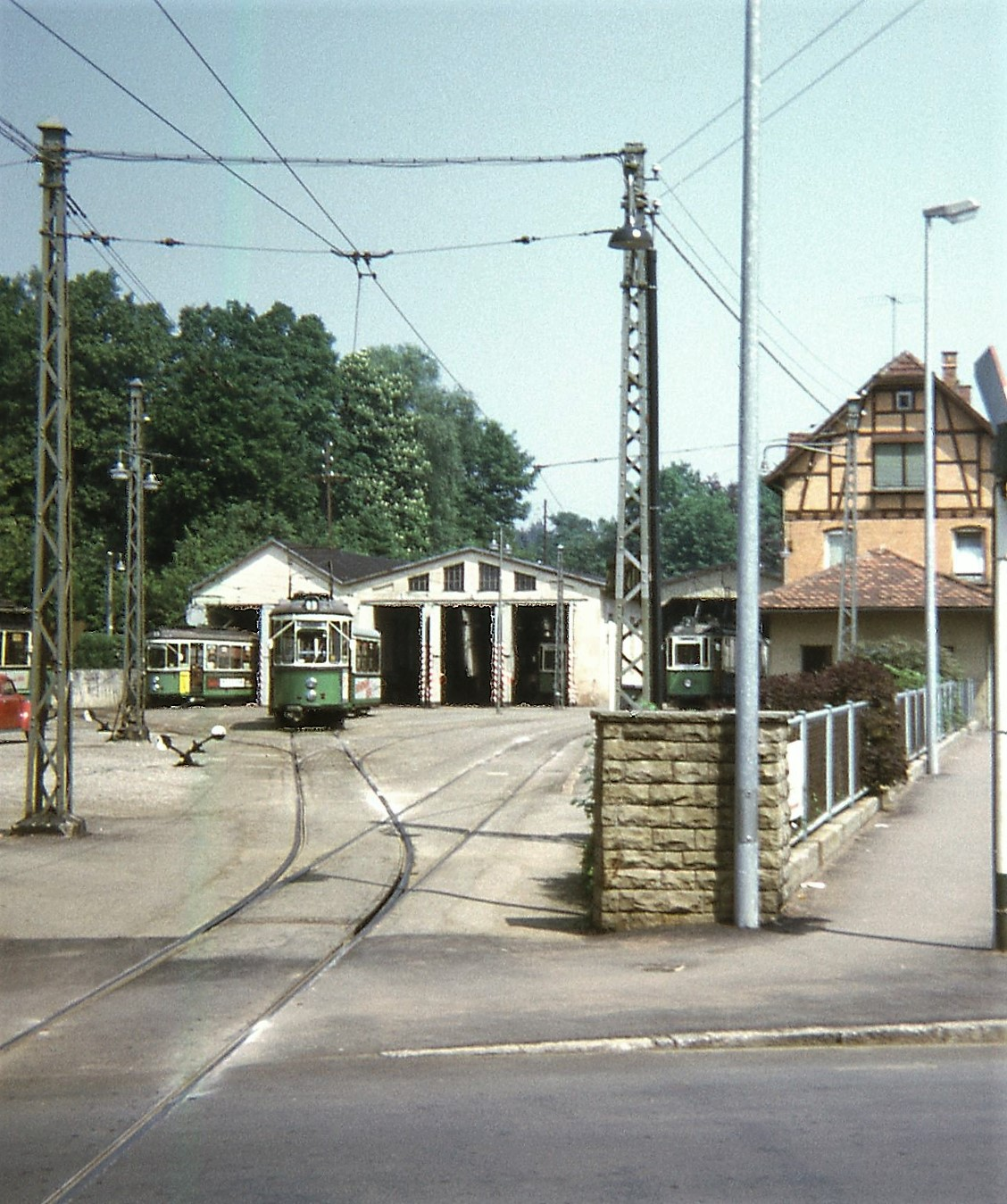
Depot Eningen
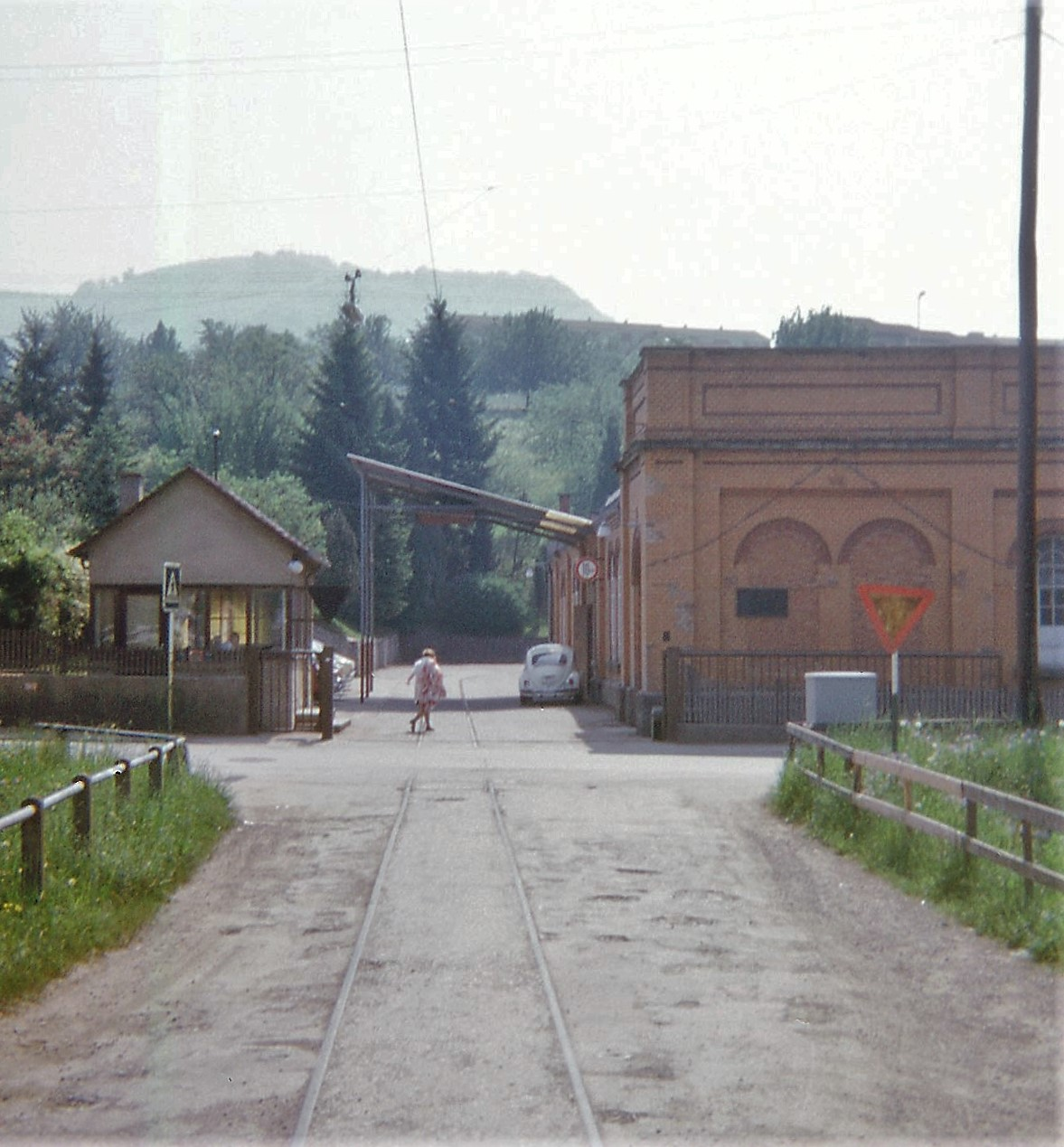
Anschluss Baumwollweberei

### Stilllegung (1974)

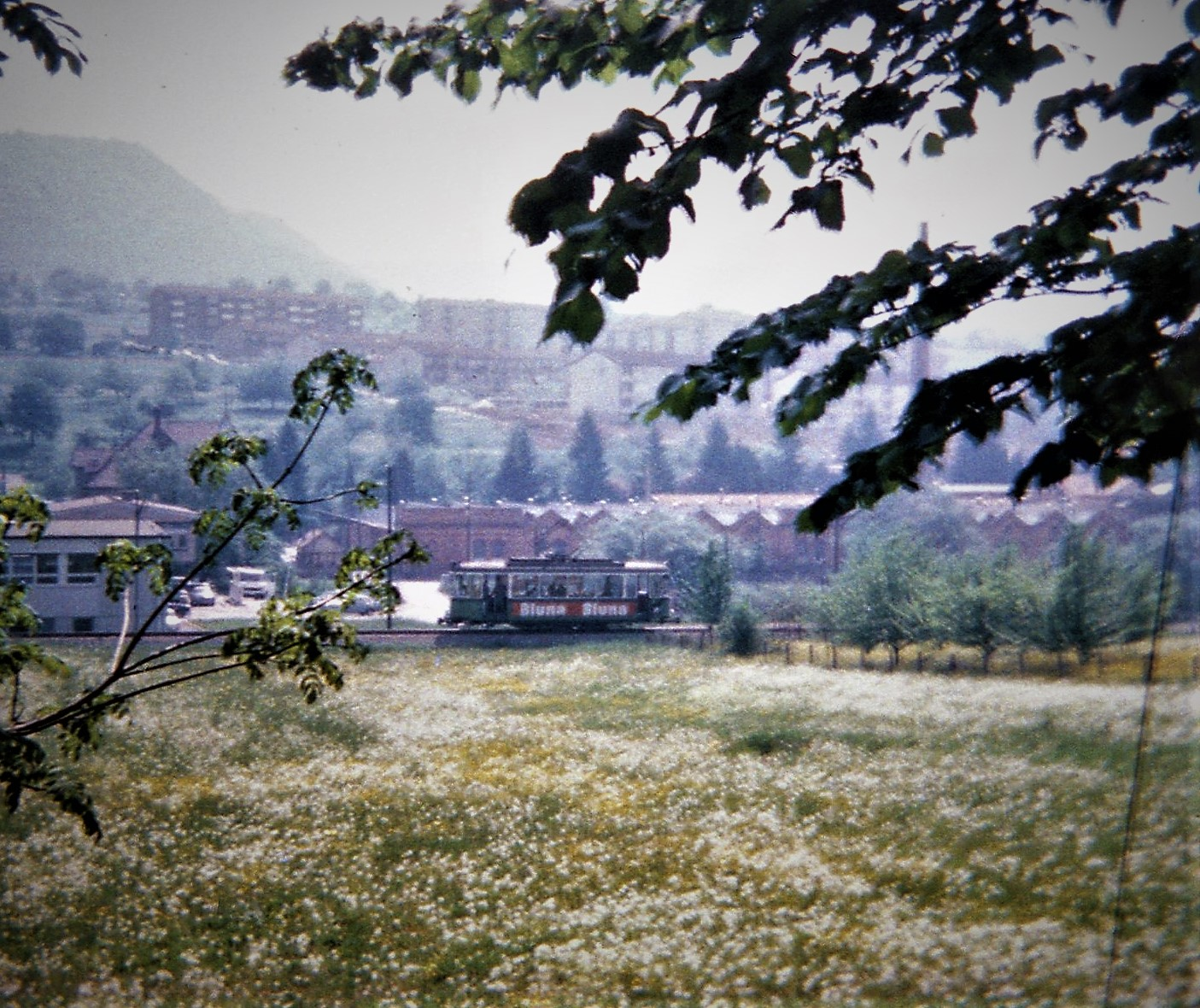
Wagen bei Eningen, August 1971

Bezüglich seiner Kapitalausstattung war das private Unternehmen Hogenmüller & Kull im Frühjahr 1969 jedoch noch nicht in der Lage, den durch die beabsichtigte Gesamteinstellung der Straßenbahn entstehenden Zusatzverkehr zu übernehmen. Weil sich dessen Omnibusbetrieb aber bewährt hatte, gründeten die Stadt Reutlingen und Hogenmüller & Kull zum 1. Oktober 1969 ein gemischtwirtschaftliches Unternehmen mit der Bezeichnung RSV Reutlinger Stadtverkehrsgesellschaft mbH Hogenmüller & Kull Co. KG, kurz RSV.
So wurde das Nordnetz mit den Strecken nach Altenburg und Hagen am 30. Mai 1970 zum letzten Mal befahren, womit die Neubaustrecke nach Hagen schlussendlich nicht einmal volle sechs Jahre in Betrieb war. Die Stilllegung der beiden Südstrecken nach Eningen und Pfullingen war ursprünglich für 1972 geplant, jedoch verzögerte ein Einspruch des Regierungspräsidiums aufgrund der ungenügenden Straßenverhältnisse beim Südbahnhof zunächst die Umsetzung. So verkehrte die Straßenbahn, unter großer Anteilnahme der Bevölkerung, letztmals am Samstag, den 19. Oktober 1974. Der allerletzte Zug erreichte Eningen um 23:20 Uhr.
Die Bedienung der ehemaligen Straßenbahnstrecken übernahmen jeweils die Omnibusse der RSV, auch die vier Liniennummern gingen auf diese über.

## Fahrzeuge

### Übersicht
Insgesamt setzte die Reutlinger Straßenbahn während ihres Bestehens 28 Triebwagen und 44 Beiwagen ein. Hinzu kamen diverse Arbeitswagen, Rollböcke sowie eine zweiachsige Güterlokomotive mit Mittelführerstand. Während die Dampflokomotiven der Lokalbahn anlässlich der Elektrifizierung ausgemustert und verkauft wurden, rüstete man die zehn Personenwagen und die Gepäckwagen für den elektrischen Betrieb um. Hierbei zogen die elektrischen Triebwagen bis zu drei zweiachsige Beiwagen, diese Vierwagenzüge stellten eine Besonderheit der Reutlinger Straßenbahn dar.
Fast alle für die elektrische Straßenbahn beschafften Wagen wurden von der Maschinenfabrik Esslingen geliefert, vielfach orientierte Reutlingen sich bei der Bestellung am Fahrzeugpark der Straßenbahn Stuttgart. Vorwiegend aus Stuttgart wurden auch diverse Gebrauchtfahrzeuge übernommen. Nach der Einstellung der Straßenbahn konnten lediglich noch die drei neuesten Gelenkwagen vom Typ GT4 nach Stuttgart verkauft werden, die übrigen Fahrzeuge wurden meist verschrottet. Einige Fahrzeuge gingen an Straßenbahnmuseen, ein Zug aus einem Trieb- und zwei Beiwagen blieb als Denkmal in Reutlingen.

### Liste der Triebwagen und Lokomotiven

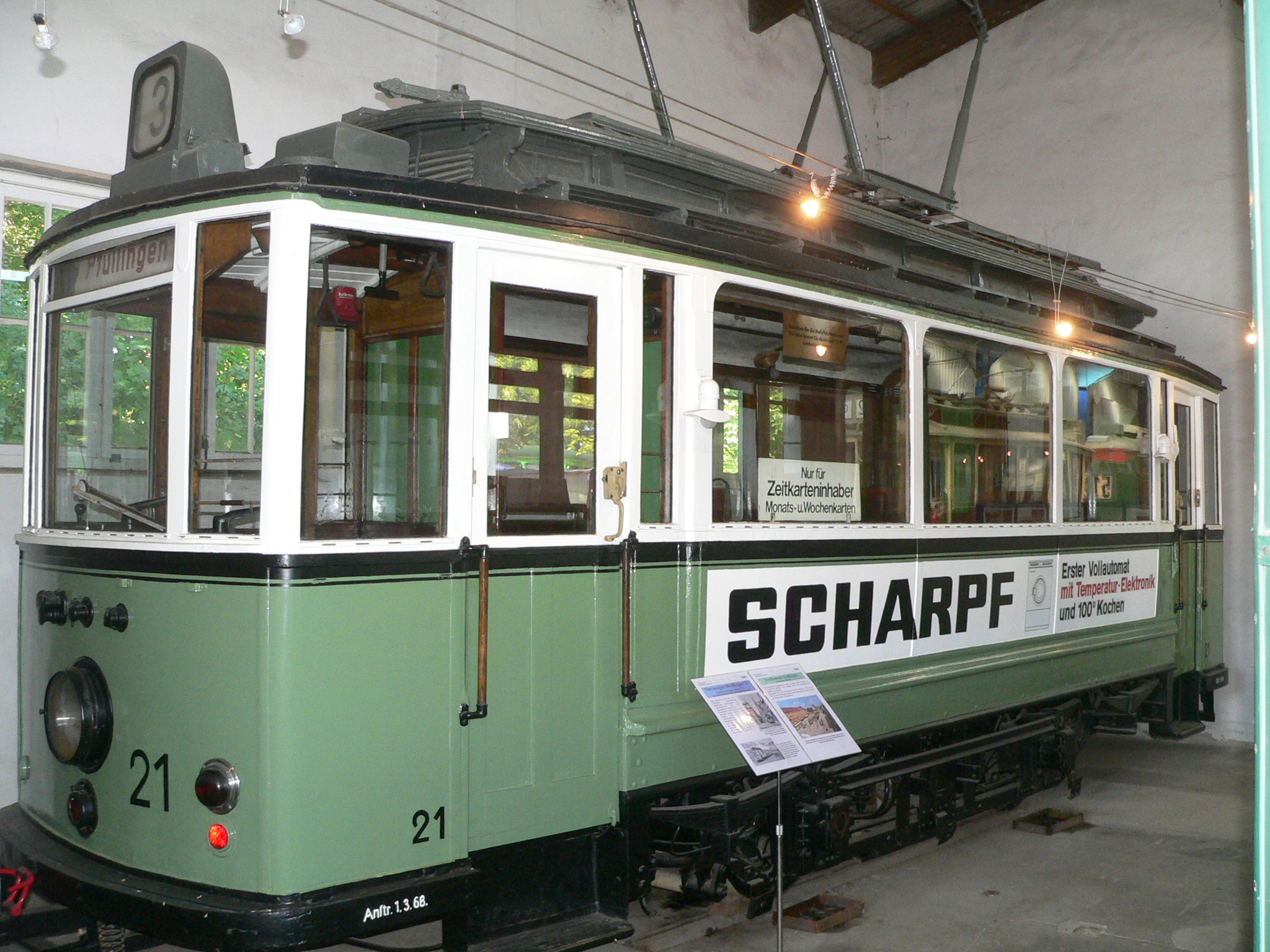
Wagen 21 im Hannoverschen Straßenbahnmuseum
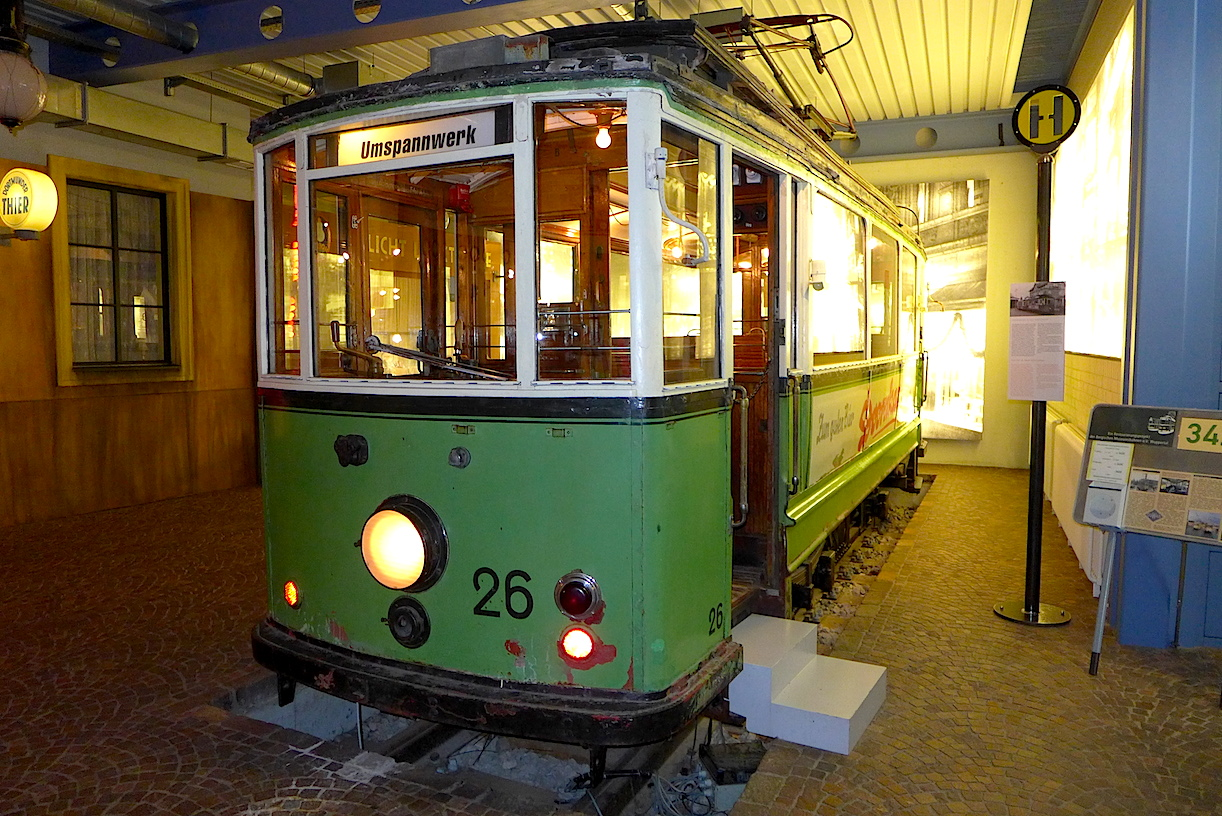
Wagen 26 im Umspannwerk Recklinghausen

| Bezeichnung       | Baujahr   | Hersteller                            | Sitzplätze | Achsfolge | Ausmusterung | Anmerkungen |
| ----------------- | --------- | ------------------------------------- | ---------- | --------- | ------------ | --- |
| 21–27             | 1912–1916 | Waggonfabrik Herbrand                 | 18         | 2x        | ab 1968      | Tw 21 1971 an Deutsches Straßenbahn-Museum, heute ausgestellt im Hannoverschen Straßenbahn-Museum. Tw 27 als Denkmal bei den Stadtwerken Reutlingen ausgestellt.                                                                                      |
| 28–29             | 1928      | Maschinenfabrik Esslingen             | 18         | 2x        | ab 1970      | Tw 29 erworben und derzeit restauriert durch Brauchtumsverein Pfullingen |
| 30–31             | 1912      | Maschinenfabrik Esslingen             | 18         | 2x        | ab 1974      | Ursprünglich für die Straßenbahn Esslingen gebaut, 1949 ex Stuttgarter Straßenbahnen, Tw 30 heute wieder als Esslinger Tw 7 im Straßenbahnmuseum Stuttgart, während Tw 31 für die Zwickauer Strassenbahn zum historischen Beiwagen 17 umgebaut wurde. |
| 32–33             | 1908      | Schweizerische Waggonfabrik Schlieren | 16         | 2x        | ab 1964      | 1951 ex Tram Luzern, Einsatz nur als Arbeitswagen |
| 34                | 1910      | Maschinenfabrik Esslingen             | 16         | 2x        | 1974         | 1961 ex Stuttgarter Straßenbahnen 340, heute wieder als Stuttgarter Tw 340 im Straßenbahnmuseum Stuttgart |
| 35                | 1929      | Maschinenfabrik Esslingen             | 22         | 2x        | 1974         | 1962 ex Stuttgarter Straßenbahnen 259, heute als SSF Tw 15 im Straßenbahnmuseum Stuttgart |
| 51–54             | 1928      | Maschinenfabrik Esslingen             | 18         | 2x        | ab 1970      | Tw 53 1974 an die Bergischen Museumsbahnen, 2006 zurück nach Reutlingen in Privatbesitz |
| 55                | 1929      | Maschinenfabrik Esslingen             | 22         | 2x        | 1974         | |
| 56–58             | 1955–1957 | Maschinenfabrik Esslingen             | 22         | 2x        | 1974         | |
| 59–61             | 1964      | Maschinenfabrik Esslingen             | 41         | 4x        | 1974         | 1976 an die Stuttgarter Straßenbahnen verkauft, von dort an die Straßenbahn Ulm, Umbau in Einrichtungswagen, 1988 abgestellt und verschrottet |
| 62–63             | 1950      | Maschinenfabrik Esslingen             | 22         | 2x        | 1974         | 1966 ex Stuttgarter Straßenbahnen |
| Güterlokomotive 1 | 1913      | BBC Mannheim                          |            | 2x        | 1963         | |

### Liste der Beiwagen
| Bezeichnung          | Baujahr   | Hersteller                                         | Sitzplätze | Achsfolge | Ausmusterung | Anmerkungen |
| -------------------- | --------- | -------------------------------------------------- | ---------- | --------- | ------------ | --- |
| 1–10                 | 1899      | Waggonfabrik Rastatt                               | 12         | 2x        | ab 1938      | Bw 2 als Denkmal bei den Stadtwerken Reutlingen ausgestellt. |
| 11–13                | 1916      | Waggonfabrik Herbrand                              | 18         | 2x        | ab 1963      | |
| 14                   | 1914      | AG für Eisenbahnbedarf, Weimar                     | 18         | 2x        | 1963         | 1921 ex Straßenbahn Hohenstein-Ernstthal–Oelsnitz |
| 15–16                | 1914      | Sächsische Waggonfabrik Werdau                     | 22         | 2x        | ab 1950      | 1925 ex Straßenbahn Krefeld |
| 17–19, Erstbesetzung | 1900      | Breslauer Aktiengesellschaft für Eisenbahnwagenbau | ?          | 4x        | vor 1938     | 1925 ex Elektrische Kleinbahn Mansfeld |
| 17–18                | 1936      | Maschinenfabrik Esslingen                          | 22         | 2x        | 1970         | |
| 19–20                | 1939      | Maschinenfabrik Esslingen                          | 22         | 2x        | ab 1970      | Bw 20 1974 an die Bergischen Museumsbahnen, 2008 zurück nach Reutlingen in Privatbesitz |
| 36–39                | 1950      | Maschinenfabrik Esslingen                          | 22         | 2x        | ab 1970      | |
| 40–42                | 1953      | Maschinenfabrik Esslingen                          | 22         | 2x        | 1974         | Bw 40 ist durch Brauchtumsverein Pfullingen erworben, soll restauriert werden. Bw 41 wird seit 1974 als historischer Bw 1241 in Stuttgart eingesetzt, Bw 42 als SSF 22 aufgearbeitet und im Straßenbahnmuseum Stuttgart abgestellt. |
| 43–47                | 1955–1957 | Waggonfabrik Fuchs                                 | 22         | 2x        | 1974         | |
| 48–49                | 1964      | Maschinenfabrik Esslingen                          | 22         | 2x        | 1974         | |
| 51                   | 1899      | Waggonfabrik Rastatt                               | keine      | 2x        |              | Gepäckwagen der Lokalbahn |
| 71–76                | 1928–1929 | Maschinenfabrik Esslingen                          | 22         | 2x        | ab 1968      | Bw 76 als Denkmal bei den Stadtwerken Reutlingen ausgestellt. |
| 77–78                | 1964      | Maschinenfabrik Esslingen                          | 22         | 2x        | 1974         | 1962 ex Stuttgarter Straßenbahnen, Bw 77 ist seit 1994 wieder in Stuttgart, wo er als Bw 1255 aufgearbeitet werden soll. |
| 79–82                | 1950–1953 | Maschinenfabrik Esslingen                          | 22         | 2x        |              | 1968 ex Stuttgarter Straßenbahnen, nicht mehr in Betrieb genommen |

## Relikte
Markantestes Relikt der Reutlinger Straßenbahn ist das bis heute erhaltene Eninger Empfangsgebäude in der Bahnhofstraße 18 samt angeschlossenem Güterschuppen mit Laderampe. Das Ensemble stammt noch aus der Zeit der Lokalbahn und entspricht in seiner Bauweise einem typischen württembergischen Bahnhof. Das Gleisvorfeld selbst wurde im Bereich der Bahnhofseinfahrt mit einem Wohn- und Geschäftshaus überbaut. Der Bereich auf Höhe des Empfangsgebäudes dient als Parkplatz. Der benachbarte Betriebshof der Straßenbahn wurde erst 2002 abgerissen, sein Gelände dient heute als Bolzplatz. Die Außenmauer blieb erhalten und grenzt den Bolzplatz zum Hang hin ab. Außerdem erinnern die Eninger Straßenbezeichnungen Bahnhofstraße und Auf dem Bahndamm bis heute an die frühere Schienenanbindung des Ortes.
In Eningen auf dem Gelände der Weberei und in Pfullingen auf der Brücke über den Heergassenbach befinden sich die letzten beiden Gleisreste der Straßenbahn. Zwischen der genannten Brücke und der ehemaligen Kreuzung mit der Uhlandstraße steht außerdem noch ein kompletter Oberleitungsmast samt Ausleger, auf der Eninger Strecke blieben einzelne Mastfundamente erhalten. In der Wilhelmstraße und der Albstraße sind außerdem noch einige Oberleitungsrosetten vorhanden.
Darüber hinaus werden insgesamt fünf unabhängig vom Straßennetz trassierte Teilabschnitte der Reutlinger Straßenbahn heute als Fuß- und Radweg genutzt:
- 2,1 Kilometer zwischen Südbahnhof und Eningen Weberei (Linie 1), asphaltiert
- 1,9 Kilometer zwischen Dietweg und Rommelsbach Süd (Linie 3), asphaltiert
- 1,6 Kilometer zwischen Rommelsbach Nord und Oferdingen (Linie 3), asphaltiert
- 0,9 Kilometer zwischen Orschel und Hagen (Linie 4), asphaltiert
- 0,7 Kilometer zwischen der Verbindungsstraße von Oferdingen nach Altenburg und der Endstelle Altenburg (Linie 3), geschottert